# Río Rogue
El río Rogue (en inglés: Rogue River; en lengua tolowa, yan-shuu-chit ' taa ghii~-li ~ ' ), en el suroeste del estado de Oregón, en los Estados Unidos, fluye alrededor de 346 km, generalmente en dirección oeste, desde la cordillera de las Cascadas (Cascade Range) al océano Pacífico. Conocido por sus migraciones de salmón, rafting y un paisaje agreste, fue uno de los primeros ocho ríos mencionados en la Wild and Scenic Rivers Act [Ley nacional de ríos salvajes y pintorescos] de 1968. Comenzando cerca del lago del Cráter, que ocupa la caldera causada por la erupción volcánica explosiva del monte Mazama, el río fluye a través de las geológicamente jóvenes Cascadas Altas (High Cascades) y las más antiguas Cascadas Occidentales (Western Cascades), otra zona volcánica. Más al oeste, pasa a través de múltiples terrenos tectonoestratográficos exóticos de las montañas Klamath, aún más ancianas. En la sección de la Kalmiopsis Wilderness [área silvestre Kalmiopsis] de la cuenca del Rogue se encuentran algunos de los mejores ejemplos del mundo de las rocas que forman el manto terrestre. Cerca de la desembocadura del río se encontraron los únicos fragmentos de dinosaurio descubiertos en Oregón, en la Otter Point Formation [Formación Otter Point], en la costa del condado de Curry.
Los seres humanos han vivido a lo largo del río Rogue y sus tributarios durante al menos 8.500 años. Los exploradores europeos entraron en contacto con los indígenas hacia finales del siglo XVIII y comenzaron la caza de castores y otras actividades en la región. Se produjeron enfrentamientos, a veces mortales, entre los nativos y los tramperos, y más tarde entre los nativos y los mineros y colonos blancos. Estos conflictos culminaron con la Guerra del Río Rogue de 1855-1856 y el traslado forzado de la mayor parte de los indígenas a reservas fuera de la cuenca. Después de la guerra, los colonos se diseminaron por áreas remotas de la cuenca y establecieron pequeñas granjas a lo largo del río entre el arroyo Grave y la desembocadura del río Illinois. Estuvieron relativamente aislados del mundo exterior hasta 1895, cuando el Departamento de Correos añadió un servicio de barco correo a lo largo del curso inferior del Rogue. En 2010, el valle del Rogue tenía una de las dos únicas rutas postales rurales por barco que quedaban en los Estados Unidos.
La construcción y remoción de presas a lo largo del Rogue ha generado controversia por más de un siglo; Ament, una de las primeras presas construidas, que bloqueaba el paso de peces, fue dinamitada por integrantes de un grupo parapolicial, en su mayoría pescadores de salmón descontentos. En 2009 se habían retirado todas menos una de las presas construidas en el brazo principal y río abajo de una enorme estructura de control de inundaciones que se encuentra a 253 km de la desembocadura del río. Aparte de los diques, otra amenaza al salmón es la alta temperatura del agua. Aunque a veces demasiado caliente para los salmónidos, el brazo principal del río Rogue es relativamente limpio, obteniendo un puntaje de entre 85 y 97 (en una escala de 0 a 100) según el Oregon Water Quality Index (OWQI) [Índice de Calidad de Agua de Oregón].
Aunque el valle del Rogue cerca de Medford está parcialmente urbanizado, la densidad poblacional media en la cuenca del Rogue es de solo 12 hab/km². Varios puentes históricos cruzan el río cerca de las zonas más pobladas. Hay muchos parques públicos y senderos para caminatas y campamentos cerca del río, que discurre en gran parte a través de bosques, incluyendo algunos bosques nacionales. La biodiversidad en muchas partes de la cuenca es alta; los bosques templados de coníferas de las montañas Klamath-Siskiyou, que se extienden hasta el suroeste de la cuenca del Rogue, se encuentran entre los cuatro más diversos de este tipo en el mundo.

## Curso

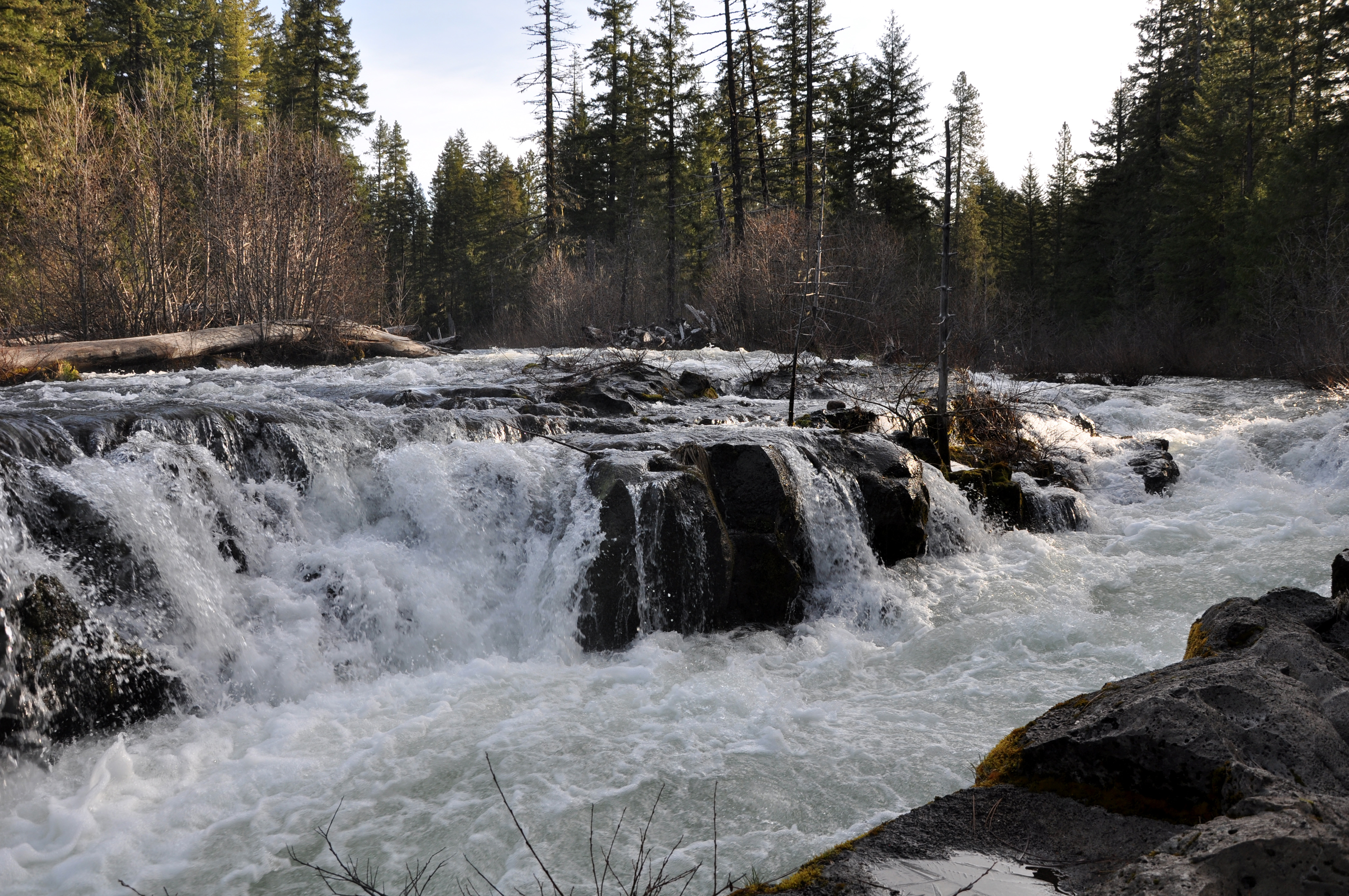
El alto Rogue se precipita hacia la garganta del río cerca de Union Creek, Oregón.

El río Rogue nace en el manantial Boundary Springs, en el límite entre el condado de Klamath y el condado de Douglas, cerca del extremo norte del Parque nacional del Lago del Cráter (Crater Lake National Park). Aunque cambia de dirección muchas veces, fluye generalmente hacia el oeste por 346 km desde la cordillera de las Cascadas a través del bosque nacional Rogue River - Siskiyou (Rogue River – Siskiyou National Forest) y las montañas Klamath hasta el océano Pacífico en Gold Beach. Las comunidades a lo largo de su curso incluyen Union Creek, Prospect, Trail, Shady Cove, Gold Hill y Rogue River, todos en el condado de Jackson; Grants Pass y Galice, en el condado de Josephine; y Agness, Wedderburn y Gold Beach, en el condado de Curry. Los tributarios importantes incluyen el río South Fork Rogue, los arroyos Elk y Bear, el río Applegate y el río Illinois. Nacido a 1 622 m sobre el nivel del mar, el río ha descendido más de 1,6 km cuando llega al Pacífico.
Fue uno de los primeros ocho ríos mencionados en la Wild and Scenic Rivers Act de 1968, que incluía 135 km del Rogue, desde un sitio localizado 11,3 km al oeste de Grants Pass hasta un punto situado 18 km al este de la desembocadura en Gold Beach. En 1988, un tramo adicional de 64 km del Rogue, entre el parque nacional del Lago del Cráter y la comunidad no incorporada de Prospect, fue declarado Wild and Scenic River [río salvaje y pintoresco]. Doscientos kilómetros de la longitud total del río, cerca del 58 %, están considerado como río salvaje y pintoresco. El Rogue es uno de solo tres ríos que se originan en, o al este de, la cordillera de las Cascadas en Oregón y llegan hasta el océano Pacífico.: 162–63  Los otros son el río Umpqua y el río Klamath. Estos tres ríos del sur del estado de Oregón drenan las montañas al sur del valle del Willamette. Este río y sus afluentes fluyen hacia el norte por el valle del Willamette y desaguan en el río Columbia,: 162–63  que se inicia en la Columbia Británica en lugar de Oregón.

### Caudal
El United States Geological Survey (USGS) [Servicio Geológico de los Estados Unidos] opera cinco medidores de caudal a lo largo del río Rogue. Se encuentran, yendo de nivel superior a inferior, cerca de Prospect, Eagle Point, Central Point, Grants Pass y Agness. Entre 1960 y 2007, el caudal promedio registrado por el medidor de Agness en el kilómetro 47,8 del río fue de 188 m³/s. El caudal máximo durante este período fue de 8 200 m³/s (el 23 de diciembre de 1964), y el caudal mínimo fue de 17 m³/s (el 9 y 10 de julio de 1968). Este caudal proviene de una cuenca de drenaje de 10 202 km², o alrededor del 76 % de toda la cuenca del Rogue. El caudal alcanzó su máximo volumen entre diciembre de 1964 y enero de 1965, durante la inundación de la Navidad de 1964, la cual fue calificada por el Servicio Meteorológico Nacional (National Weather Service) como uno de los diez mayores eventos climáticos de Oregón del siglo XX.

## Cuenca

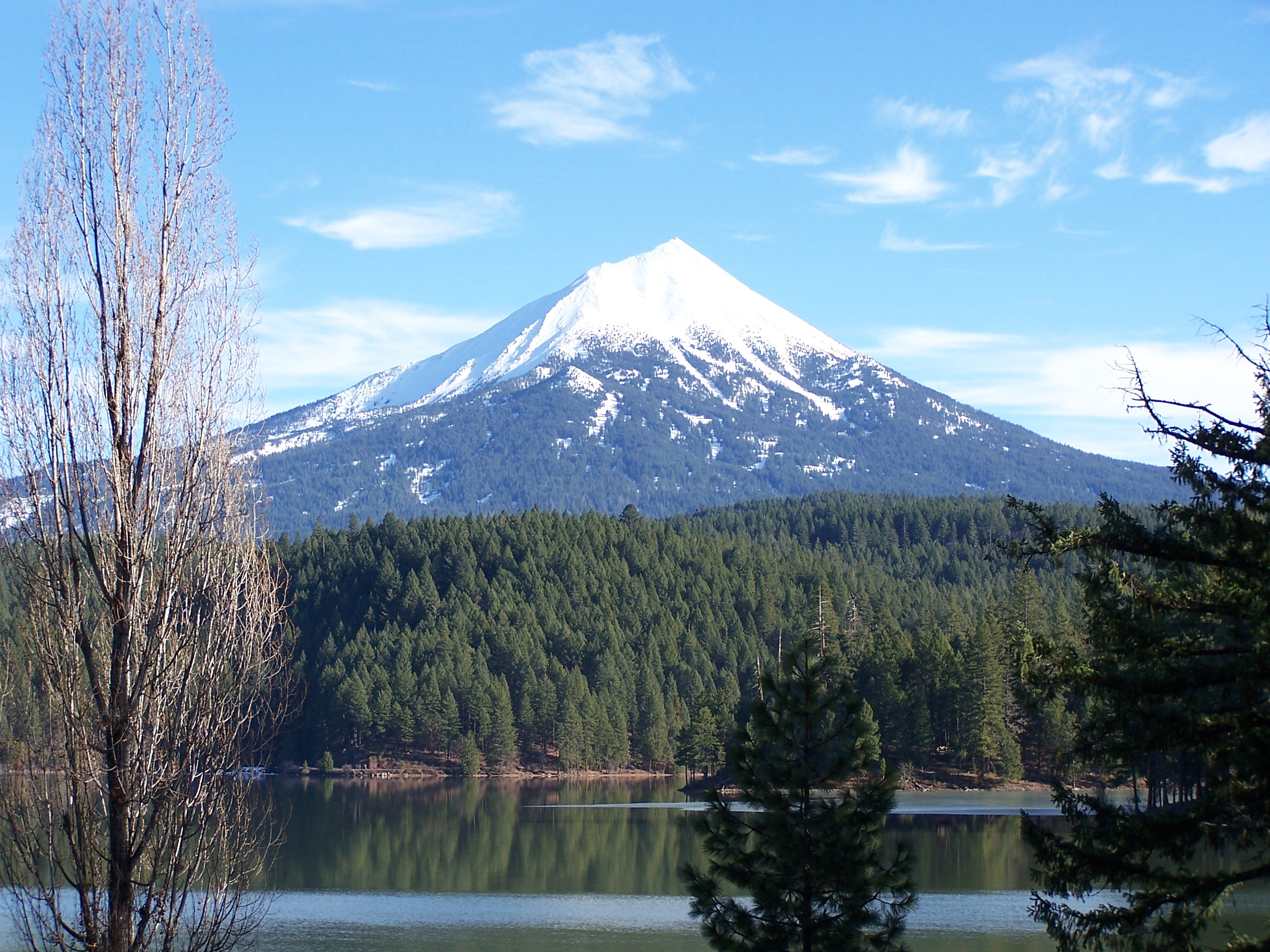
Monte McLoughlin, el punto más alto en la cuenca del río Rogue.

La cuenca del río Rogue cubre parte de los condados de Jackson, Josephine, Curry, Douglas y Klamath, en el suroeste del estado de Oregón, y de los condados de Siskiyou y Del Norte, en el norte del estado de California, drenando un total de 13 350 km².: I  La cuenca, escarpada y escabrosa, que se extiende desde el flanco occidental de la cordillera de las Cascadas hasta el flanco noreste de las montañas Siskiyou, varía en elevación desde 2 891 m en la cumbre del monte McLoughlin, en las Cascadas, a 0 m en el punto donde se une al océano.: II  La cuenca del Rogue limita con las del río Williamson, el lago Upper Klamath, y el curso superior del río Klamath al este; el curso inferior de los ríos Klamath, Smith, y Chetco al sur; los ríos North Umpqua, South Umpqua, Coquille, y Sixes al norte, y el océano Pacífico al oeste.: 168 
En el año 2000, el condado de Jackson tenía una población de alrededor de 181 300 habitantes; la mayoría de ellos vivían en las ciudades del valle del arroyo Bear: Ashland (19 500 hab.), Talent (5 600 hab.), Phoenix (4 100 hab.), Medford (63 200 hab.), Central Point (12 500 hab.) y Jacksonville (2 200 hab.).: section1, 2–3  Otros en el condado de Jackson vivían en las ciudades de Shady Cove (2 300 hab.), Eagle Point (4 800 hab.), Butte Falls (400 hab.) y Rogue River (1 800 hab.). El condado de Josephine tenía una población de 75 700 hab., incluyendo las ciudades de Grants Pass (23 000 hab.) y Cave Junction (1 400 hab.).: section1, 2–3  Gold Beach (1 900 hab.) es la única ciudad en el condado de Curry (21 100 hab.) dentro de la cuenca del río Rogue. Sólo pequeñas partes de la cuenca, escasamente habitadas, pertenecen a los condados de Klamath y Douglas, en Oregón,: section1, 2–3  y a los de Siskiyou y Del Norte, en California. La densidad media de población de la cuenca es de alrededor de 12,4 hab/km².: 584 

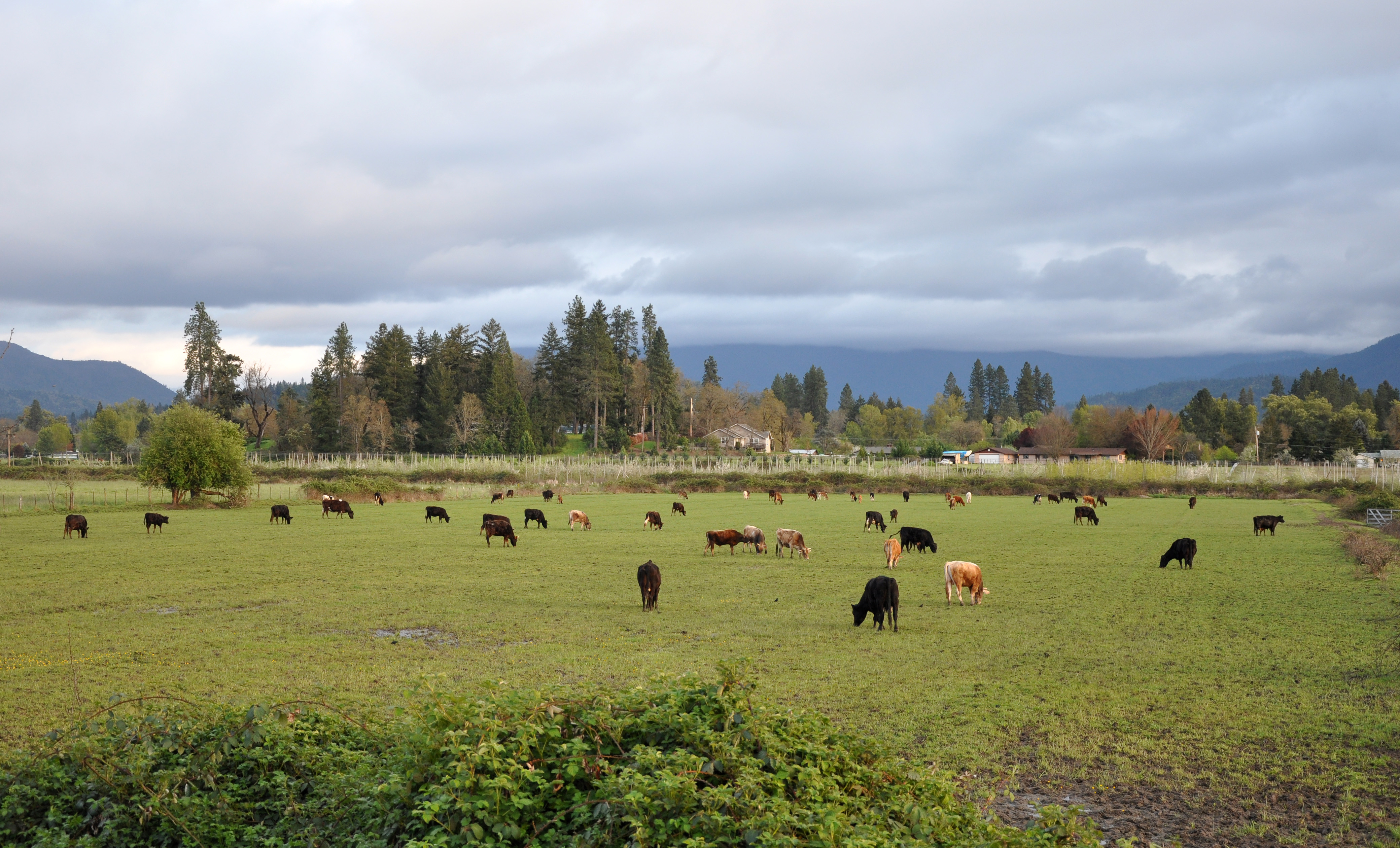
Ganado pasta cerca de Grants Pass. Alrededor del 6 % de la cuenca está dedicado a la agricultura.

Muchas entidades, entre ellas gobiernos a nivel municipal, condal, estatal y federal, se superponen y comparten jurisdicción sobre partes de la cuenca. Alrededor del 60 % de la cuenca es propiedad pública, administrada por el United States Forest Service [Servicio Forestal de Estados Unidos], la Bureau of Land Management (BLM) [Agencia de Administración de Tierras] y la United States Bureau of Reclamation [Agencia de Recuperación de Aguas de Estados Unidos]. Bajo las provisiones de la Clean Water Act [Ley Federal de Aguas Limpias], la Environmental Protection Agency (EPA) [Agencia de Protección Ambiental], con la asistencia del Oregon Department of Environmental Quality (DEQ) [Departamento de Calidad Medioambiental de Oregón] y otras agencias en ambos estados, está a cargo de controlar la contaminación del agua en la cuenca.: II  Los bosques nacionales de Estados Unidos y otros bosques cubren aproximadamente el 83 % de la cuenca; otro 6 % son pastizales, 3 % arbustos, y solo 0,2 % bañados.: 568–573  Las zonas urbanas representan un poco menos del 1 %, y las granjas alrededor del 6 %.: 568–573 
La precipitación en la cuenca del Rogue varía mucho de un lugar a otro y de una estación a otra. En Gold Beach, en la costa del Pacífico, la precipitación es de cerca de 2 000 mm al año, mientras que en Ashland, que está en el interior, el promedio es de alrededor de 510 mm.: 568–573  La precipitación anual promedio para toda la cuenca es de aproximadamente 970 mm.: 568–573  La mayor parte de esta cae en invierno y primavera, y los veranos son secos.: 568–573  En zonas elevadas en las Cascadas, gran parte de la precipitación llega en forma de nieve e infiltra los suelos volcánicos permeables; el deshielo contribuye al caudal en la cuenca alta durante los meses secos.: section1, 2–3  A lo largo del río Illinois en la cuenca baja, la mayor parte de la precipitación cae en forma de lluvia en suelos poco profundos; la rápida escorrentía produce crecidas durante las tormentas de invierno y bajos caudales durante el verano seco.: section1, 2–3  Las temperaturas mensuales promedio para toda la cuenca van de alrededor de 20 °C en julio y agosto a alrededor de 4 °C en diciembre.: 568–573  Dentro de la cuenca, las temperaturas locales varían con la altitud.: 568–573 

## Geología

### Cascadas Altas y Occidentales

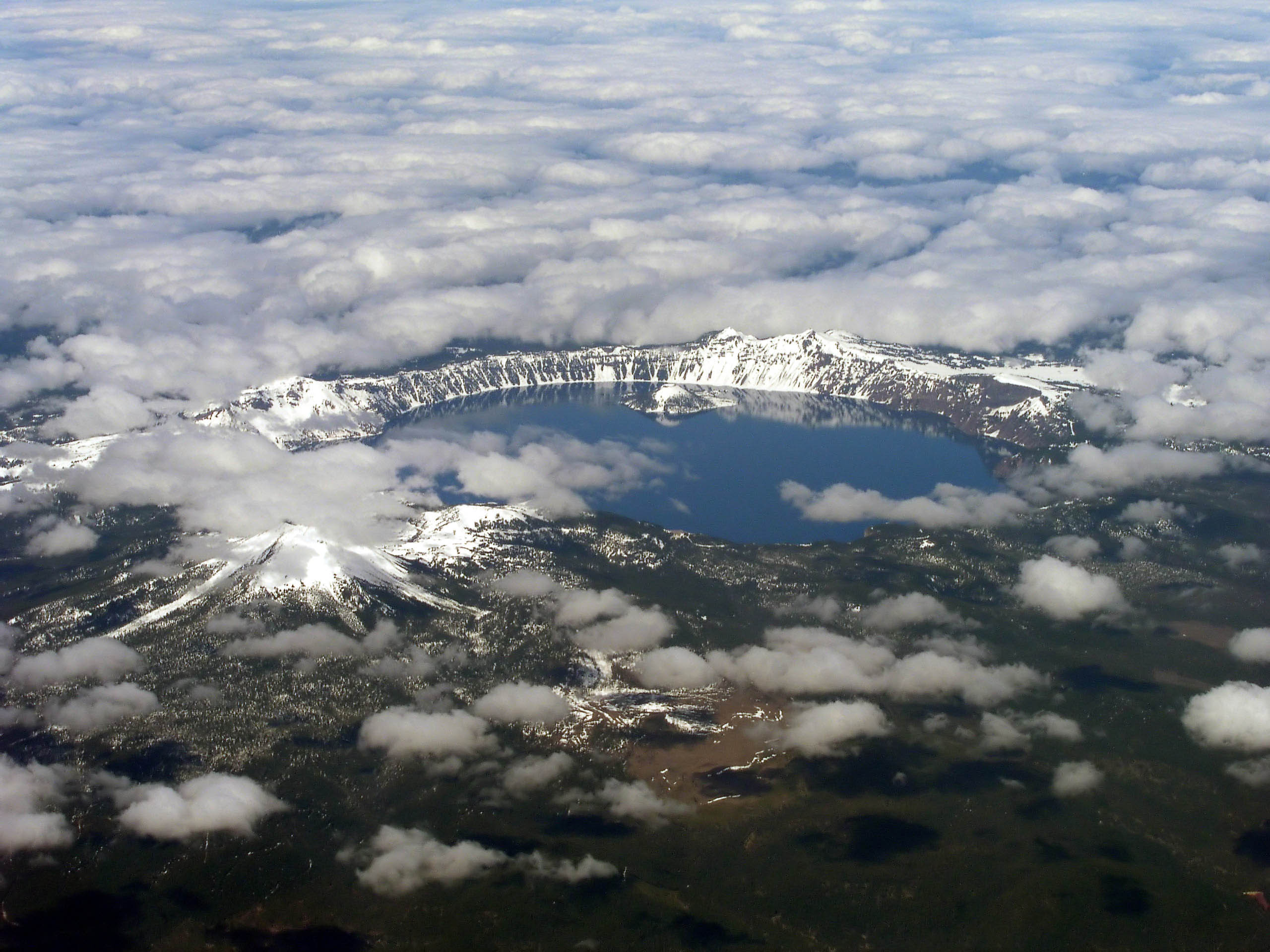
El lago del Cráter, los restos del Monte Mazama

Desde su origen cerca del lago del Cráter, el río Rogue fluye desde las geológicamente jóvenes Cascadas Altas a través de las Cascadas occidentales, un poco más antiguas, y después a través de las montañas Klamath, aún más ancianas.: 568–573  Las Cascadas Altas están compuestas de roca volcánica producida a intervalos desde hace unos 7,6 millones de años hasta eventos geológicamente recientes, como la catastrófica erupción del Monte Mazama, aproximadamente en 5700 AC. El volcán arrojó entre 50−63 km³ de ceniza al aire y cubrió gran parte del oeste de los EE. UU. y Canadá con el producto de la lluvia de cenizas. El colapso del volcán que le siguió formó la caldera del lago del Cráter.
Más antiguas y más profundamente erosionadas, las Cascadas Occidentales son una serie de volcanes que se extienden al oeste de y se fusionan con las Cascadas Altas. Se componen de roca volcánica parcialmente alterada proveniente de fumarolas en ambas zonas volcánicas, incluyendo una variedad de lavas y tobas con edades que van de 0 a 40 millones de años. A medida que las Cascadas se elevaron, el Rogue mantuvo su rumbo hacia el océano erosionando verticalmente el terreno, lo que creó angostos y empinados desfiladeros y rápidos en muchos lugares. El arroyo Bear, un afluente del Rogue que fluye de sur a norte, marca el límite entre las Cascadas Occidentales, al este, y las montañas Klamath, al oeste.: 568–573 

### Montañas Klamath
Mucho más ancianas que las montañas aguas arriba son los terranos exóticos de las montañas Klamath, al oeste. Una vez que América del Norte fuera separada de Europa y el norte de África por las placas tectónicas y empujada hacia el oeste, el continente adquirió, poco a poco, lo que se convertiría en el Noroeste del Pacífico, incluyendo Oregón. Las montañas Klamath están compuestas de múltiples terranos (antiguas islas volcánicas, arrecifes de coral, y fragmentos de zonas de subducción, manto terrestre y fondo marino) que se fusionaron en alta mar durante vastos periodos de tiempo antes de chocar con América del Norte como un solo bloque aproximadamente entre 150 y 130 millones de años atrás. Gran parte de la cuenca del río Rogue, incluyendo el cañón del río Rogue, la Kalmiopsis Wilderness, la cuenca del río Illinois y el Monte Ashland, constan de terranos exóticos.
Entre las rocas más antiguas de Oregón, algunas de las formaciones en estos terranos datan del Triásico, hace casi 250 millones de años. Entre 165 y 170 millones de años atrás, en el Jurásico, el fallamiento consolidó los terranos Klamath en alta mar durante lo que los geólogos llaman la orogenia Siskiyou. Este episodio de intensa actividad tectónica, que duró de tres a cinco millones de años, empujó las rocas sedimentarias a profundidad suficiente dentro del manto para derretirlas, y luego las obligó a salir a la superficie como plutones graníticos. Cinturones de plutones, que contienen oro y otros metales preciosos, atraviesan las montañas Klamaths e incluyen el plutón Ashland, el batolito Grayback al este del Oregon Caves National Monument [Monumento Nacional Cavernas de Oregón], el plutón Grants Pass, el plutón Gold Hill, el plutón Jacksonville, y otros. Se han minado ricos yacimientos de oro, plata, cobre, níquel y otros metales en varias zonas de las Klamaths. La explotación de depósitos aluviales a mediados del siglo XIX pronto condujo a la minería de veta de oro. Aparte de una mina en el este de Oregón, la mina Greenback junto al arroyo Grave, un afluente del Rogue, fue la mina de oro más productiva en Oregón.

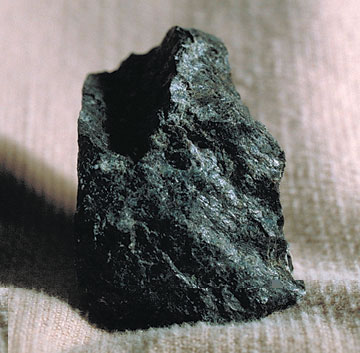
Serpentina, un tipo de roca que se encuentra junto al río Illinois.

En el condado de Curry, el Rogue inferior pasa a través de la Galice Formation [Formación Galice]; esquistos metamorfoseados y otras rocas se formaron cuando una pequeña cuenca oceánica en los terranos Klamath, que estaban en proceso de fusión, fue empujada sobre otras rocas hace unos 155 millones de años. La parte más baja del fondo marino de la Cuenca Josephine, como este antiguo mar fue llamado, descansa en la superficie de la Kalmiopsis Wilderness, donde se la conoce como la ofiolita Josephine. Algunos de sus rocas son peridotitas, de color marrón rojizo cuando están expuestas al oxígeno, pero verde muy oscuro adentro. Según la geóloga Ellen Morris Bishop, "Estas extrañas peridotitas leonadas en la Kalmiopsis Wilderness se encuentran entre los mejores ejemplos del mundo de las rocas que forman el manto." Peridotita metamorfoseada aparece como serpentina a lo largo de la ribera occidental del río Illinois. Inadecuada para cultivos debido a su composición química, la serpentinita diseminada en las Klamaths sustenta una escasa vegetación en algunas zonas de la cuenca.: 568–573  La peridotita Josephine era una valiosa fuente de cromo, extraído en la región entre 1917 y 1960.
En la desembocadura del río Rogue, junto a la costa del condado de Curry, está la Otter Point Formation [Formación Otter Point], una mezcla de rocas sedimentarias metamorfoseadas que incluye esquistos, areniscas y sílex. Aunque las rocas se formaron en el Jurásico, la evidencia sugiere que migraron al norte debido a fallamiento como parte del terrano Gold Beach, después de que las Klamaths se fusionaran con América del Norte. Se encontraron aquí los únicos restos fósiles de dinosaurios hallados en Oregón; eran de un hadrosaurio o dinosaurio con pico de pato. A mediados de la década de 1960, un geólogo también descubrió el pico y dientes de un ictiosaurio en la Otter Point Formation.

## Historia

### Primeros habitantes

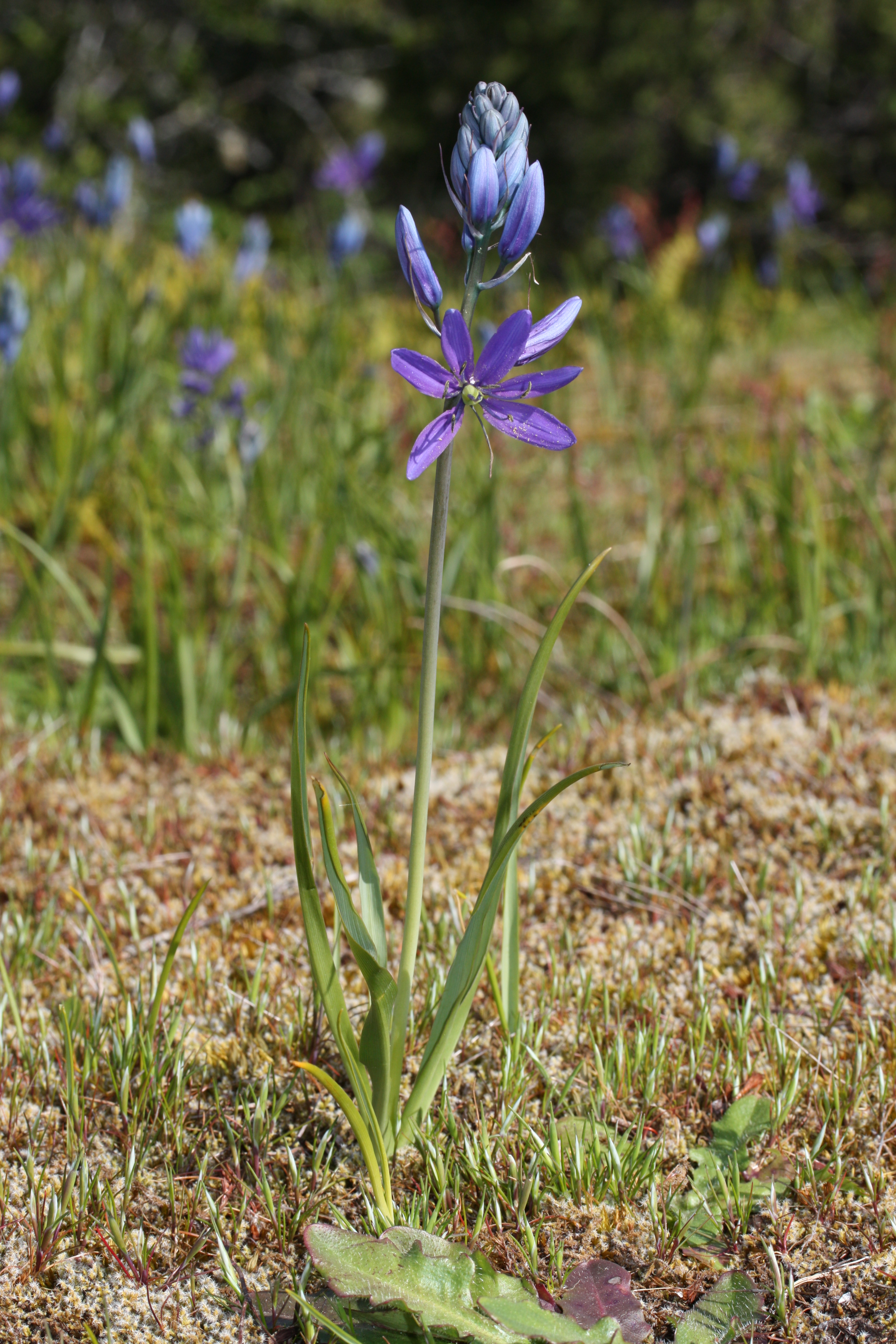
Entre los alimentos que suplementaban la dieta de los pueblos indígenas a orillas del Rogue estaban los bulbos de la planta camas.

Los arqueólogos creen que los primeros seres humanos que habitaron la región del río Rogue eran cazadores y recolectores nómadas.: 5–6  La datación por radiocarbono indica que llegaron al suroeste de Oregón hace por lo menos 8 500 años, y los indígenas establecieron aldeas permanentes junto a arroyos como mínimo 1 500 años antes del primer contacto con los blancos.: 5–6  Los diferentes pueblos compartían muchos elementos culturales, tales como alimentos, ropa y tipos de vivienda.: 5  El matrimonio entre personas de distintos grupos era común, y mucha gente entendía dialectos de más de uno de los tres grupos de lenguas que se hablaban en la región.: 5  Los indígenas americanos (indios) incluían los Tututni cerca de la costa y, río arriba, grupos de Shasta Costa, Dakubetede, Takelma, Shasta y Latgawa.: 7  Las casas en los pueblos variaban un poco, pero a menudo medían unos 3,7 m de ancho y de 4,6 a 6,1 m de largo; su estructura estaba hecha de postes hundidos en el suelo, y se los cubría con tablones de pino de azúcar o cedro rojo.: 13  La gente dejaba las aldeas durante la mitad del año para recolectar bulbos de la planta camas, corteza de pino de azúcar, bellotas y bayas, y cazaba ciervos y alces para complementar su principal fuente de alimentación, el salmón.: 15–16  El total de la población nativa del sur de Oregón, incluyendo las cuencas de los ríos Umpqua, Coos, Coquille, Chetco y Rogue, se estima en alrededor de 3 800.: 5–6  Se cree que la población antes de la llegada de los exploradores y las enfermedades de los europeos había sido por lo menos un tercio más grande, pero «no hay evidencia suficiente para estimar el tamaño de la población aborigen antes del primer contacto con los blancos...».: 5–6 

### Choque cultural
El primer encuentro entre los blancos y los indios de la zona costera del suroeste de Oregón se produjo en 1792, cuando el explorador británico George Vancouver ancló frente a Cabo Blanco, unos 48 km al norte de la desembocadura del río Rogue, y los indios visitaron el buque en canoas.: 20–25  En 1826, Alexander Roderick McLeod, de la Compañía de la Bahía de Hudson (Hudson's Bay Company, HBC, por sus siglas en inglés), dirigió una expedición por tierra con rumbo sur desde la base de operaciones de la HBC en Fort Vancouver hasta el valle del Rogue.: 20–25 

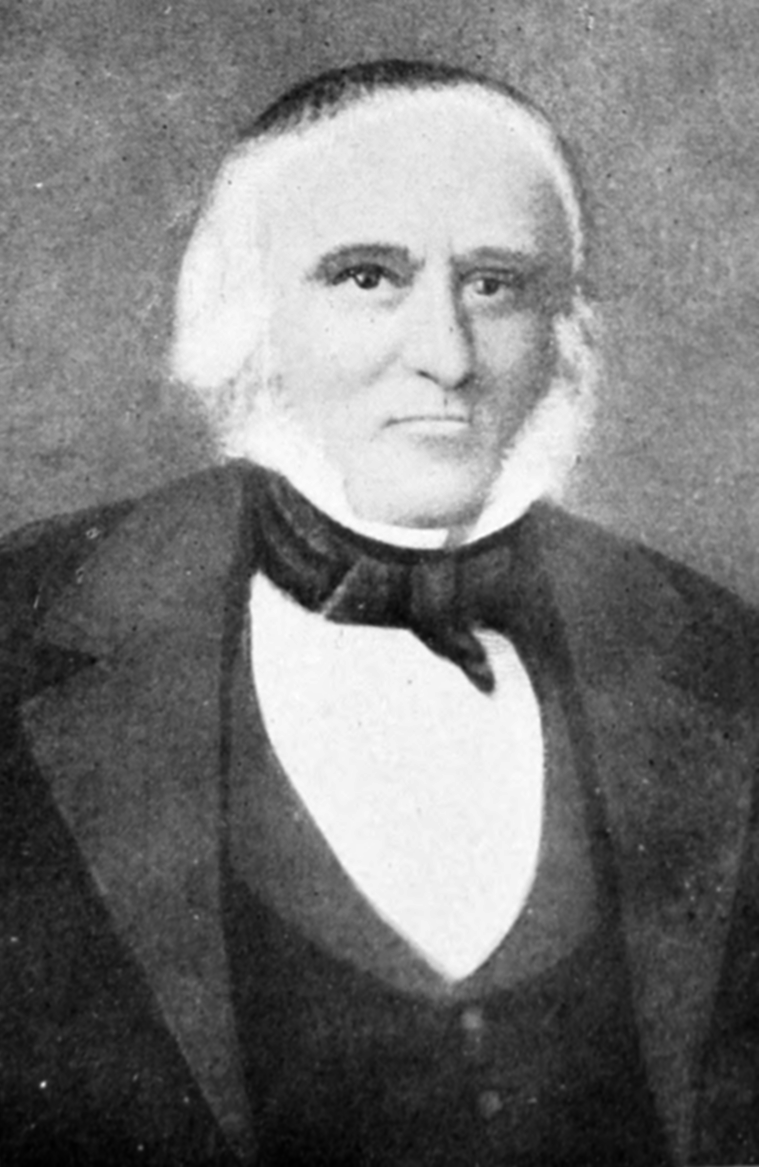
Peter Skene Ogden se topó con indígenas de la cuenca del río Rogue, tierra adentro, en 1827.

En 1827, en otra expedición de la HBC, al mando de Peter Skene Ogden, se produjo el primer contacto directo entre los blancos y los nativos que vivían en la cuenca del río Rogue, tierra adentro, al cruzar las montañas Siskiyou en busca de castores.: 11–19  Los conflictos entre los indios y los blancos fueron relativamente menores durante estos primeros encuentros; sin embargo, en 1834 se dijo que una expedición de la HBC liderada por Michel Laframboise había matado a 11 nativos del área del río Rogue, y poco después un grupo dirigido por un trampero estadounidense, Ewing Young, disparó y mató a por lo menos dos más.: 20–25  El nombre “río Rogue” aparentemente surgió con los tramperos franceses, que llamaron al río “riviere aux Coquins” porque consideraban que los indios eran bandidos (“coquins”, en francés).: 822  En 1835, indígenas de la zona del río Rogue mataron a cuatro blancos de un grupo de ocho que estaba viajando de Oregón a California. Dos años después, un par de sobrevivientes y otros en un arreo de ganado organizado por Ewing Young hacia el valle del río Willamette mataron a los dos primeros indios que encontraron al norte del río Klamath.: 20–25 
El número de blancos que entraron en la cuenca del río Rogue aumentó considerablemente después de 1846, cuando un grupo de 15 hombres dirigido por Jesse Applegate construyó una ruta alternativa a la Senda de Oregón (Oregon Trail), al sur de esta; los emigrantes que se dirigían al valle del río Willamette usaron el nuevo sendero.: 58  Llamado más tarde el Applegate Trail [Camino Applegate], pasaba a través de los valles del río Rogue y el arroyo Bear, y cruzaba la cordillera de las Cascadas entre Ashland y el sur del lago Upper Klamath.: 14–15  Entre 450 y 500 emigrantes (y de 90 a 100 carros) utilizaron la nueva senda en 1846; pasaron por las tierras de los indios del Rogue, entre la cabecera del arroyo Bear y el futuro emplazamiento de Grants Pass, y cruzaron el Rogue aproximadamente 7,2 km río abajo.: 60  A pesar de los temores de ambas partes, la violencia en la cuenca en las décadas de 1830 y 1840 fue limitada; «los indios parecían interesados en apurar a los blancos en su camino, y los blancos estaban felices de pasar por la región sin ser atacados».: 63 
En noviembre de 1847, la masacre Whitman y la guerra Cayuse, en lo que posteriormente sería el sureste de Washington, atemorizaron a los colonos blancos en toda la región y dieron lugar a la formación de grandes milicias de voluntarios organizados para luchar contra los indios.: 66–68  A lo largo del Rogue, las tensiones se intensificaron en 1848, al comenzar la fiebre del oro de California, cuando cientos de hombres del territorio de Oregón pasaron por el valle del Rogue en camino a la cuenca del río Sacramento.: 26–27  Después de que los indios atacaran a un grupo de mineros que regresaban por la ribera del Rogue en 1850, el exgobernador del territorio, Joseph Lane, negoció un tratado de paz con Apserkahar, un líder de los indios Takelma. El tratado prometía la protección de los derechos indígenas y aseguraba a los mineros y los colonos blancos el paso a través del valle del Rogue sin peligro.: 68–69 

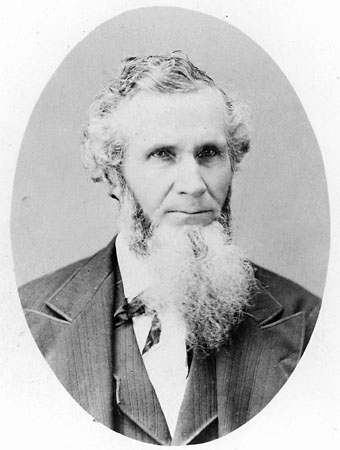
Joel Palmer, Superintendente de Asuntos Indígenas de Oregon [Oregon Superintendent of Indian Affairs

La paz no duró mucho. Los mineros comenzaron a buscar oro en la cuenca, incluyendo un tributario del arroyo Bear llamado Jackson, donde establecieron un campamento minero en 1851 en el sitio que más tarde se convertiría en Jacksonville.: 78–80  Ese año, los ataques de los indios contra los mineros llevaron a la intervención del ejército de los EE. UU., y provocaron combates cerca de Table Rock entre indios y fuerzas combinadas de soldados profesionales y milicias de voluntarios (mineros).: 76–77  John P. Gaines, el nuevo gobernador del territorio, negoció un nuevo tratado con algunos (pero no todos) de los grupos indígenas, removiéndolos del arroyo Bear y otros afluentes al sur del brazo principal.: 76–77  Aproximadamente al mismo tiempo, más emigrantes blancos, entre ellos mujeres y niños, se estaban asentando en la región. Para 1852, se habían presentado unas 28 solicitudes para obtener tierras gratuitas en el valle del Rogue.: 80  Posteriores enfrentamientos condujeron al Treaty with the Rogue River [Tratado con los Indios del Río Rogue] en 1853, que estableció la Table Rock Indian Reservation [Reserva Indígena Table Rock] al otro lado del río de Fort Lane (Central Point), un fuerte federal.: 106  A medida que la población blanca aumentó y los indios perdieron cada vez más tierras, fuentes de alimentos y seguridad personal, los episodios de violencia río arriba y río abajo continuaron durante 1854 y 1855, y culminaron con la guerra del río Rogue de 1855-1856.: 124–132 
Sufriendo de frío, hambre y enfermedades en la Table Rock Indian Reservation, un grupo de Takelma regresó a su antiguo asentamiento en la boca del arroyo Little Butte en octubre de 1855. Después de que una milicia de voluntarios los atacara, matando a 23 hombres, mujeres y niños, huyeron río abajo y atacaron a los blancos en el trecho de Gold Hill a Galice Creek. Cuando los voluntarios y los soldados del ejército regular les hicieron frente, los indios al principio los repelieron; sin embargo, después de que casi 200 voluntarios lanzaran un asalto de todo el día contra los nativos restantes, la guerra terminó en Big Bend, en el kilómetro 56 del río, en su curso inferior. Para entonces, la lucha también había terminado cerca de la costa, donde, antes de retroceder río arriba, un grupo diferente de indios había matado a unos 30 blancos y quemado sus cabañas cerca de lo que más tarde se convertiría en Gold Beach.: 150–153 
En 1856, la mayoría de los indios del río Rogue fueron forzados a instalarse en reservas más al norte. Cerca de 1 400 nativos fueron enviados a la Coast Reservation [Reserva Costera], más tarde llamada Siletz Reservation [Reserva Siletz].: 146–149 : 157–158  Para proteger a los 400 nativos aún en peligro de ser atacados en Table Rock, Joel Palmer, el Oregon Superintendent of Indian Affairs [Superintendente de Asuntos Indios de Oregón], ordenó su remoción, lo que entrañó una marcha forzada de 33 días a la Grande Ronde Reservation [Reserva Grande Ronde], recientemente creada en el condado de Yamhill (Oregón).: 147, 163 

### Barcos correo

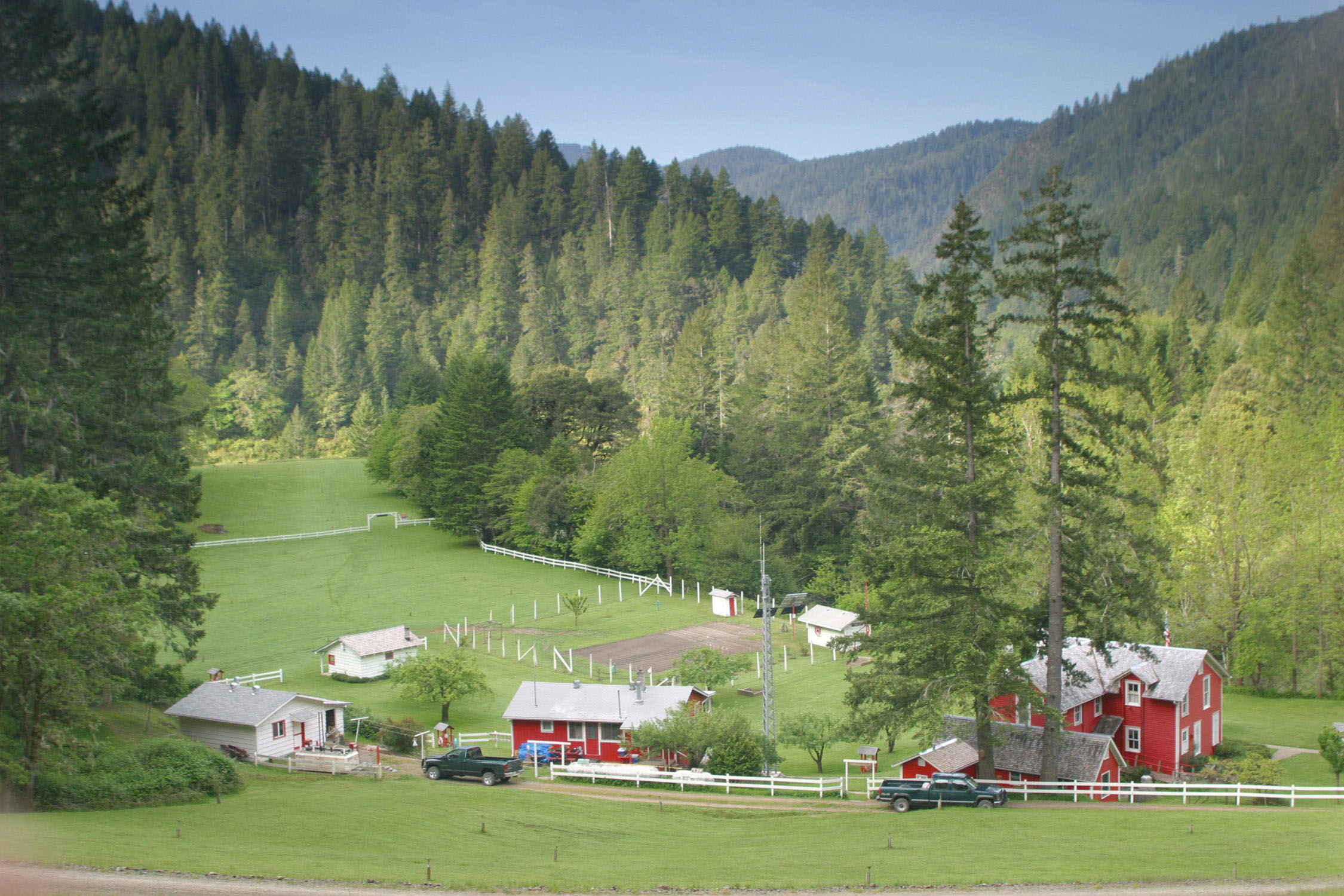
Rogue River Ranch en Marial, Oregón, al que el correo llegaba por barco y mula.

Después de la Rogue River War, un pequeño número de los recién llegados comenzó a establecerse a orillas o cerca del cañón del río Rogue. Estos pioneros, algunos de los cuales eran mineros blancos casados con mujeres nativas Karok de la cuenca del río Klamath, crearon huertas y plantaron árboles frutales, mantenían caballos, vacas y otros tipos de ganado, y ocasionalmente recibían mercancías enviadas a lomo de mula sobre las montañas.: 9  Hasta la década de 1890, estos colonos permanecieron relativamente aislados del mundo exterior. En 1883, uno de los colonos, Elijah H. Price, propuso una ruta de correo permanente en barco por el río Rogue, desde Ellensburg (más tarde llamado Gold Beach) hasta Big Bend, unos 64 km aguas arriba. La ruta, Price dijo al gobierno, serviría a quizá 11 familias y ningún pueblo.: 13  Aunque el Departamento de Correos resistió la idea por muchos años, a principios de 1895 acordó probar la ruta acuática por un año; estableció una oficina postal en la cabina de Price en Big Bend y lo nombró jefe de correos. El trabajo de Price, por el que no recibió ninguna paga durante el año de prueba, incluía dirigir la oficina postal y asegurarse de que el barco correo hacía un viaje de ida y vuelta por semana. Llamó a la nueva oficina de correos Illahe.: 18–19  El nombre deriva de la palabra ilahekh en la jerga chinook y significa “tierra”.: 495 
Impulsado por remos, pértiga y algunas veces por vela, o empujado o jalado, el barco correo entregaba cartas y paquetes pequeños, incluyendo comestibles provenientes de Wedderburn, donde se estableció una oficina postal meses más tarde.: 20–25  En 1897, el departamento estableció una oficina de correos cerca de la confluencia de los ríos Rogue e Illinois, 13 km río abajo de Illahe. El jefe de correos llamó la oficina Agnes en honor a su hija, pero un error de transcripción añadió una "s" de más y el nombre se convirtió en Agness.: 20–25  Río arriba, una tercera oficina de correos, fundada en 1903, fue llamada Marial por la hija de otro jefe de correos. Marial, en el kilómetro 77, está unos 21 km río arriba de Illahe y 34 km de Agness. Para evitar los difíciles rápidos, el correo se llevaba a lomo de mula entre Illahe y Marial, y después de 1908 la mayoría del correo que viajaba más allá de Agness iba en mula. La oficina de correos Illahe cerró en 1943,: 80  y cuando la oficina de correos Marial cerró en 1954 «era la última instalación postal en Estados Unidos todavía suplida solamente por recuas de mulas».: 28 
El primer barco correo era una embarcación hecha de madera de cedro de 5,5 m de largo, con dos proas.: 20–25  Para 1930, la flota de barcos correo consistía en tres embarcaciones de 7,9 m de longitud, equipadas con motores Ford modelo A de 60 caballos de fuerza, y diseñadas para transportar diez pasajeros.: 58  Para la década de 1960, lanchas de propulsión a chorro sin timón, bimotores or trimotores, propulsadas por motores de 280 caballos de fuerza, comenzaron a reemplazar los barcos a hélice. Las lanchas podían sortear sin problemas áreas turbulentas poco profundas, y las más grandes podían llevar hasta casi 50 pasajeros.: 103–108  Las excursiones en barco correo en el Rogue, que por varias décadas se habían ido haciendo más populares, en la década de 1970 comenzaron a incluir excursiones río arriba hasta puntos tan alejados como Blossom Bar, 32 km aguas arriba de Agness.: 121–123  En 2010, las lanchas, que funcionan principalmente como embarcaciones de excursión, todavía reparten el correo entre Gold Beach y Agness. La compañía de barcos correos del río Rogue es "una de las dos compañías que distribuyen el correo por barco en los Estados Unidos";: 150  la otra funciona a lo largo del río Snake en el este de Oregón.: 150 >

### Pesca comercial
Durante miles de años, el salmón fue una fuente confiable de alimentos para los nativos americanos que vivían a orillas del Rogue. Las migraciones de salmón eran tan grandes que los primeros colonos afirmaban que podían escuchar a los peces avanzando contra la corriente. Estas grandes migraciones continuaron en el siglo XX a pesar de los daños a las camas de desove causados por la extracción de oro en la década de 1850 y la pesca comercial a gran escala que comenzó poco después. La industria pesquera satisfacía la demanda de salmón en Portland y San Francisco, ciudades en crecimiento, y de salmón enlatado en Inglaterra.: 58–63 

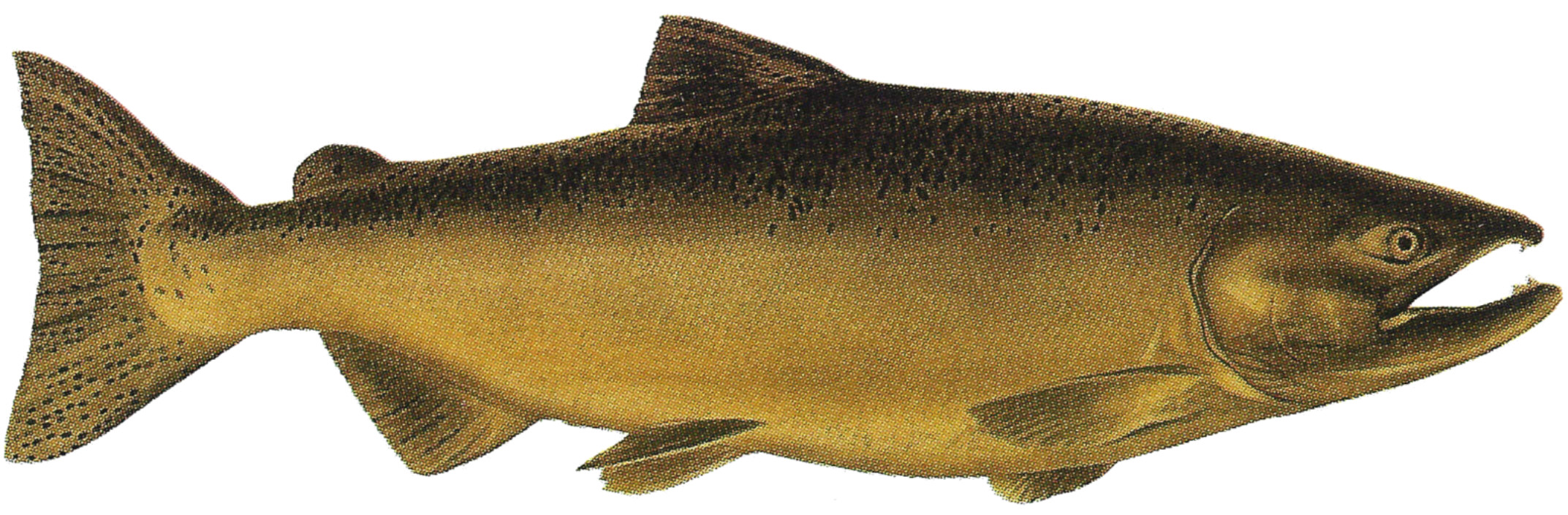
Salmón real macho durante su fase de agua dulce.

Para la década de 1880, Robert Deniston Hume, de Astoria, había comprado tierras a ambos lados del bajo Rogue y establecido una empresa pesquera tan grande que se lo conocía como el Rey Salmón de Oregón.: 58–63  Su flota de barcos con redes de enmalle, que controlaba la mayoría de peces anádromos del río, surcaba los últimos 19 km.: 58–63  Durante su gestión de 32 años, la compañía de Hume capturó, procesó y despachó cientos de toneladas de salmón desde el Rogue.: 58–63 > Río arriba, pescadores comerciales también capturaban grandes cantidades de pescado. En un solo día en 1913, pescadores de Grants Pass a bordo de cinco barcos equipados con redes de enmalle capturaron 2 300 kg de salmón.: 58–63 
En 1877, en conexión con su empresa de pesca comercial, Hume construyó un criadero en Ellensburg (Gold Beach) que lanzaba peces al río. En su primer año de funcionamiento, Hume recolectó 215 000 huevos de salmón y soltó alrededor de 100 000 alevines. Después de que el primer criadero de peces fuera destruido por un incendio en 1893, Hume construyó uno nuevo en 1895, y en 1897 cooperó con la United States Fish Commission [Comisión de Pesca de Estados Unidos] para la construcción y operación de una estación de recolección de huevos en la boca del arroyo Elk, en el alto Rogue. En 1899, construyó un criadero cerca de Wedderburn, al otro lado del río de Gold Beach, y hasta su muerte en 1908 él dispuso que se enviaran huevos de salmón al criadero de Wedderburn desde la estación del arroyo Elk.: 132 
Basados en variaciones en el volumen de captura anual, Hume y otros creían que sus métodos de propagación de peces eran exitosos.: 239–240  Sin embargo, a medida que las migraciones de salmón disminuían con el tiempo a pesar de los criaderos, los interesados en la pesca deportiva comenzaron a oponerse a las operaciones a gran escala. En 1910, un referéndum estatal prohibió la pesca comercial en el Rogue, pero esta decisión fue revocada en 1913. Como las migraciones de pescado continuaron disminuyendo, la legislatura estatal finalmente ordenó cesar la pesca comercial en el río en 1935.
En 2010, el Oregon Department of Fish and Wildlife (ODFW) [Departamento de Pesca y Vida Silvestre de Oregón] opera el criadero de peces Cole M. Rivers cerca de la base de la presa en el lago Lost Creek, ligeramente aguas arriba del antiguo criadero en los ríos Rogue y Elk construido por Hume. Cría trucha arcoíris, salmón del Pacífico, salmón real de primavera y de otoño, y trucha arcoíris de verano y de invierno. El Cuerpo de Ingenieros del Ejército de los Estados Unidos construyó el criadero en 1973 para compensar la pérdida de hábitat y zonas de desove en las áreas bloqueadas por la construcción de la presa de Lost Creek en el brazo principal, y las presas de Applegate y Elk Creek en tributarios del Rogue. Por su tamaño, es el tercer criadero de salmón y trucha arco iris en los EE. UU. El ODFW cría salmón real, salmón del Pacífico y trucha arcoíris en el criadero Butte Falls, ubicado en el arroyo Big Butte, en otra parte de la cuenca.

### Celebridades
En 1926, el escritor Zane Grey compró una cabaña de minero en Winkle Bar, cerca del río. Escribió libros del Oeste en este lugar, incluyendo su novela de 1929 Rogue River Feud (A orillas del río Rogue). Otro de sus libros, Tales of Fresh Water Fishing (1928) [Cuentos de pesca de agua dulce], incluyó un capítulo basado en un viaje en barco que él hizo en el bajo Rogue en 1925. El Trust for Public Land [Fondo de Fideicomiso para Tierras Públicas] compró la propiedad en Winkle Bar y la transfirió en 2008 a la BLM, que la hizo accesible al público.
En las décadas de 1930 y 1940 muchas otras celebridades, atraídas por el paisaje, la pesca, los alojamientos rústicos y los paseos en barco, visitaron el curso inferior del Rogue. Algunos visitantes famosos fueron los actores Clark Gable, Tyrone Power y Myrna Loy, el cantante Bing Crosby, el escritor William Faulkner, el periodista Ernie Pyle, los comediantes de radio Freeman Gosden y Charles Correll, el artista de circo Emmett Kelly y la estrella de fútbol Norm van Brocklin.: 73–79  Bobby Doerr, un jugador de béisbol elegido al Hall of Fame [Salón Nacional de la Fama], se casó con una maestra de Illahe y se radicó a orillas del Rogue.: 73–79  De 1940 a 1990, la actriz y bailarina Ginger Rogers fue propietaria de la hacienda Rogue River, de 400 hectáreas, cerca de Eagle Point, que operó por muchos años como una granja lechera; el histórico teatro Craterian Ginger Rogers en Medford fue nombrado en su honor. La actriz Kim Novak y su marido, un veterinario, compraron una casa y 17 hectáreas de tierra en 1997, cerca del río Rogue en Sams Valley, donde crían caballos y llamas.

## Presas

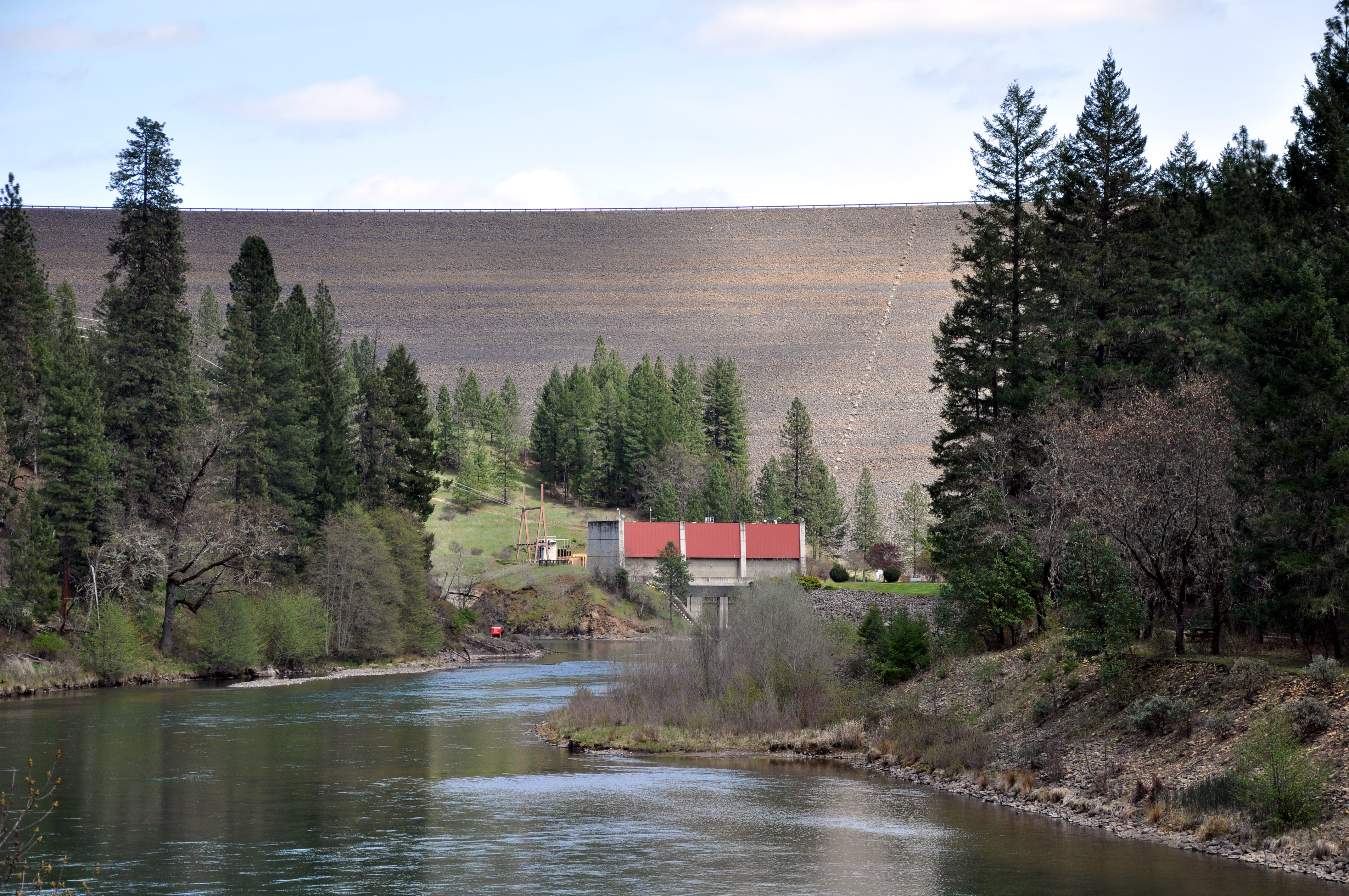
Río abajo de la presa William L. Jess Dam y su central eléctrica.

La represa William L. Jess, una enorme estructura de control de inundaciones e instalación hidroeléctrica, bloquea el río Rogue a 253 km de su desembocadura. Construida por el USACE entre 1972 y 1976, embalsa el lago Lost Creek. La presa, de 105 m de altura y 1 100 m de largo, impide la migración del salmón más allá de ese punto. Cuando el lago está lleno, cubre 1387 ha y tiene una profundidad media de 41 m. Por su capacidad de almacenamiento, es la séptima represa más grande de Oregón.
Otros diques han impedido el paso de peces en un momento u otro entre la represa William L. Jess y Grants Pass. Después de décadas de controversia con respecto a derechos sobre el agua, costos, peces migratorios, e impacto ambiental, en 2008 comenzó la eliminación o modificación de los embalses que quedaban en el tramo intermedio, así como la de una presa parcialmente terminada en el arroyo Elk, un tributario importante del Rogue. Los proyectos de remoción tenían como objetivo mejorar las migraciones de salmón al permitir que más peces alcanzaran zonas de desove adecuadas.

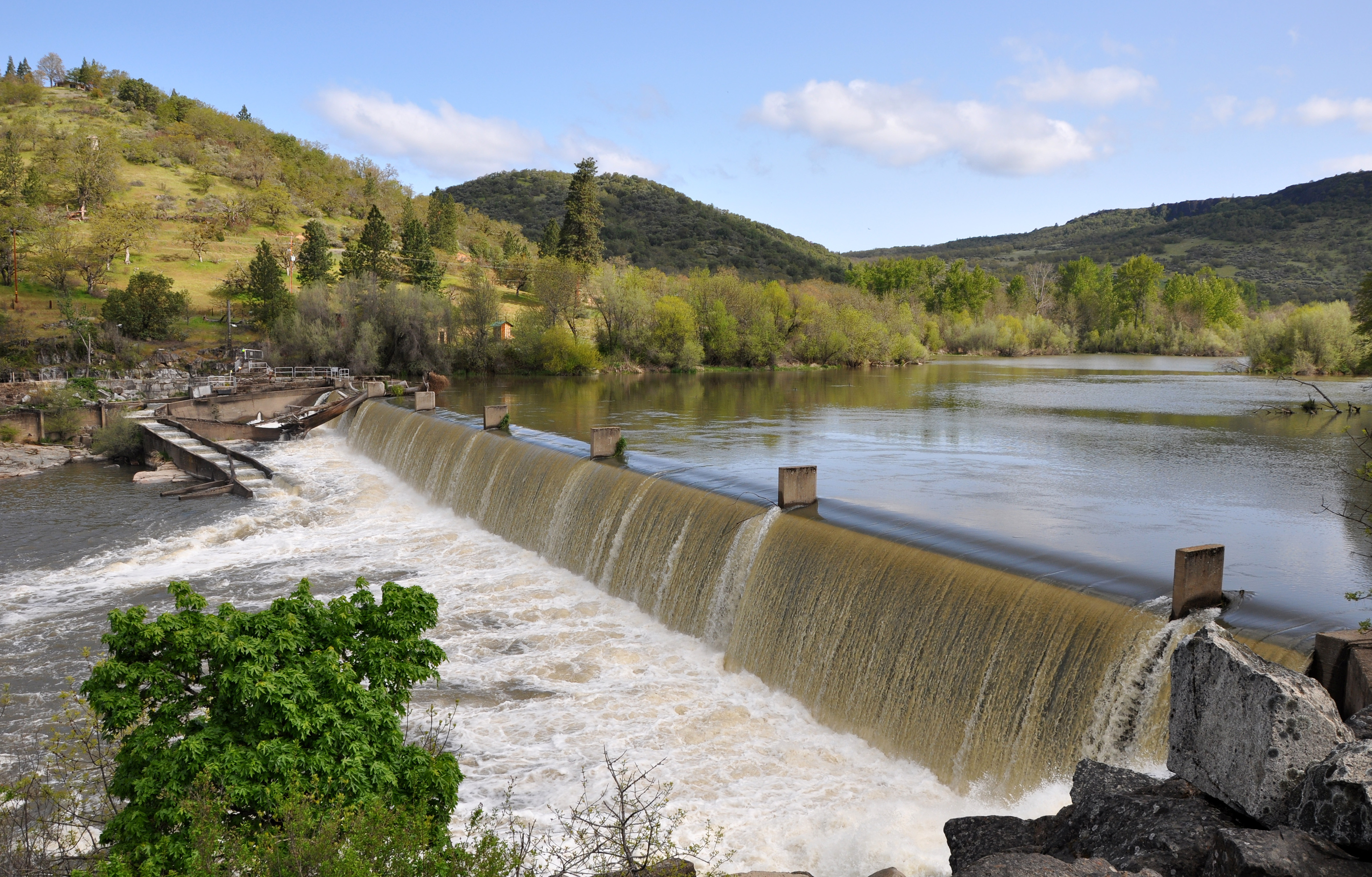
La presa Gold Ray en abril de 2010. Escalera de peces visible en la orilla opuesta.

En 1904, los hermanos C. R. y Frank Ray construyeron la presa Gold Ray, una estructura de troncos, para generar electricidad cerca de Gold Hill; allí instalaron una escalera de peces. La California-Oregon Power Company [Compañía de Energía Eléctrica de Oregón y California], que más tarde se convirtió en Pacific Power [Energía Eléctrica del Pacífico], adquirió la presa en 1921. Reemplazó la presa de troncos en 1941 con una estructura de hormigón de 11 m de alto, y agregó una nueva escalera y una estación de conteo de peces. La compañía cerró la planta hidroeléctrica en 1972, aunque la escalera de peces permaneció, y biólogos del Oregon Department of Fish and Wildlife usaron la estación para contar la cantidad de salmones y truchas arcoíris migratorios. El condado de Jackson, propietario de la represa, dispuso su eliminación con la ayuda de una subvención federal de $5 millones aprobada en junio de 2009. El dique fue demolido en el verano de 2010.
En julio de 2008, la ciudad de Gold Hill removió lo que quedaba de Gold Hill, una presa de derivación un poco aguas abajo de la presa Gold Ray. Originalmente construida para generar electricidad para una empresa de cemento, medía 2,4 m de altura y 270 m de longitud. La presa y un canal de derivación entregaban agua a la ciudad de Gold Hill aun después de que la producción de electricidad terminara en la década de 1970. Sin embargo, en 2006 Gold Hill instaló una estación de bombeo para abastecerse de agua.

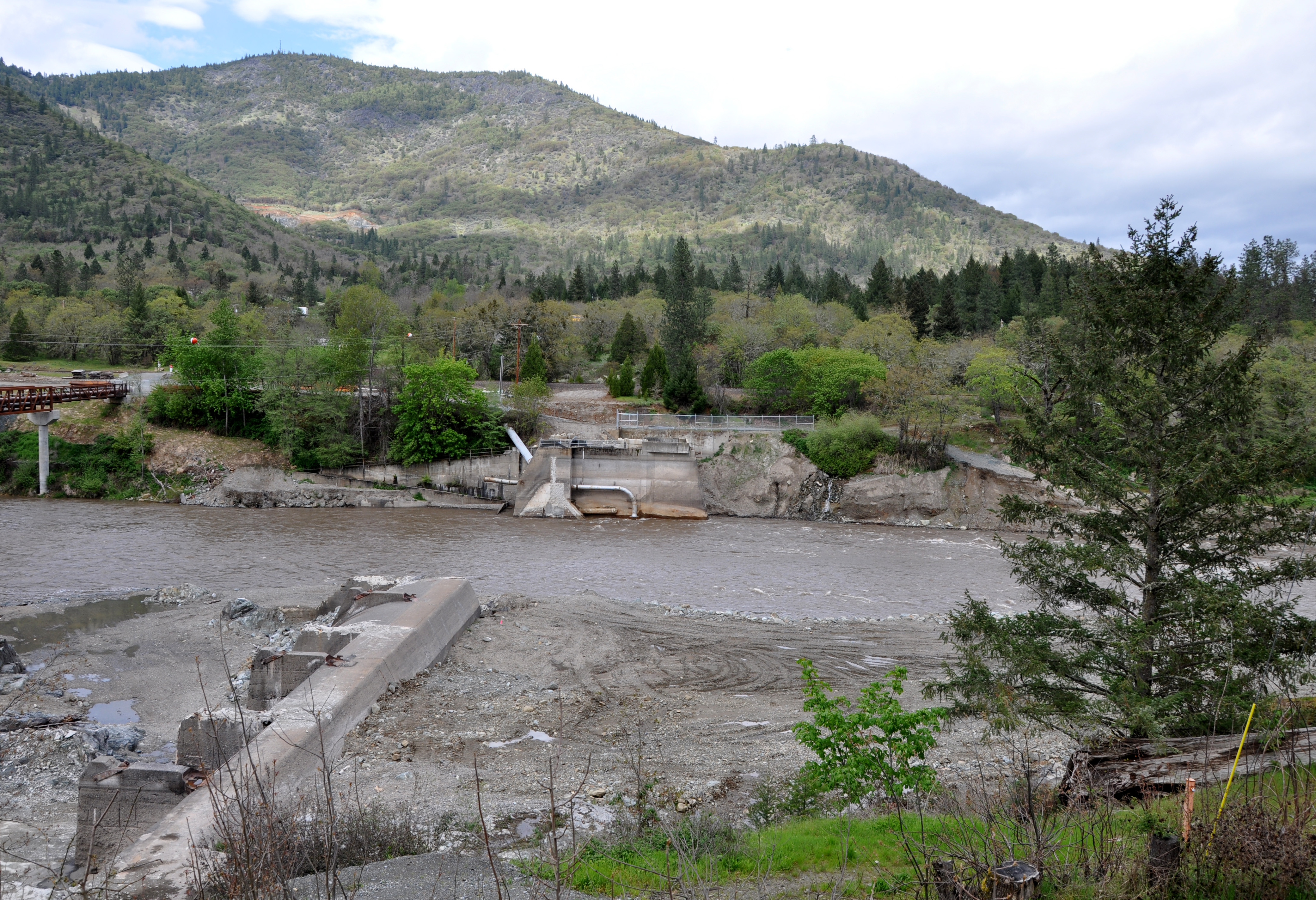
Restos de la presa Savage Rapids cerca de Grants Pass.

La presa Savage Rapids estaba 8 km río arriba de Grants Pass. Construida en 1921 con el propósito de desviar la corriente del río para riego, la presa medía 12 m de altura y creaba un embalse que se extendía hasta 4 km aguas arriba, según la temporada. Su eliminación se inició en abril de 2009, y se concluyó en octubre de 2009. Se instalaron doce bombas que suministran agua del río a los canales de irrigación, que riegan 3 000 hectáreas del Grants Pass Irrigation District (GPID) [Distrito de Riego de Grants Pass].
En 2008, el USACE removió parte de la presa Elk Creek y restauró el arroyo Elk a su cauce original. La construcción de la represa había sido interrumpida por una orden judicial en la década de 1980, después de que se completaran cerca de 24 m de la altura total propuesta de 73 m. La controversia que le siguió postergó la reducción del dique durante dos décadas. El arroyo Elk confluye con el río Rogue 8 km río abajo del lago Lost Creek.
Históricamente, otras presas a lo largo del curso medio del río fueron removidas o destruidas durante la primera mitad del siglo XX. La presa de Ament, construida en 1902 por la Golden Drift Mining Company [Compañía Minera Golden Drift] para proporcionar agua a equipos de minería, estaba un poco aguas arriba de Grants Pass. Cuando la compañía no cumplió sus promesas de proporcionar irrigación y energía eléctrica a la zona y porque la presa era un "asesino masivo de peces", integrantes de un grupo parapolicial destruyeron parte de la presa con dinamita en 1912. La presa dañada fue removida por completo antes de la construcción de la represa Savage Rapids en 1921.: 62 
En 1890, la Grants Pass Power Supply Company [Compañía de Energía Eléctrica de Grants Pass] construyó un dique de troncos de 3,7 m de altura a través del río, cerca de la ciudad de Grants Pass. Los salmones podían pasar la presa cuando el nivel del río estaba alto, pero la mayoría no podían hacerlo: «Por 0,8 km aguas abajo de la presa, el río estaba lleno de peces durante todo el verano». Después de que una inundación destruyera esta presa en 1905, fue reemplazada por una de 1,8 m de alto, que, al igual que la anterior, carecía de una escalera de peces. Para 1940, la presa se había deteriorado hasta el punto de que ya no bloqueaba el paso de peces migratorios.

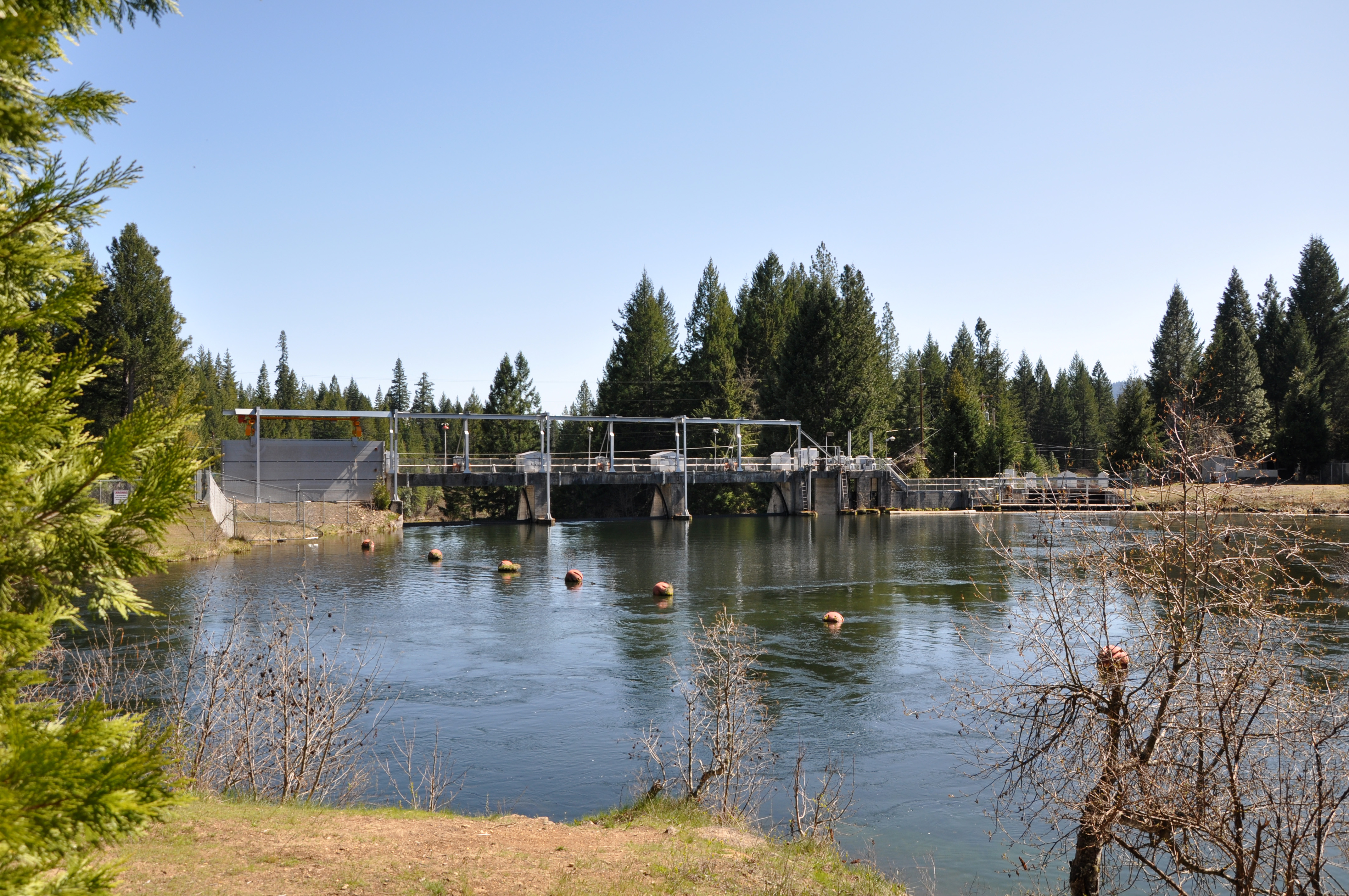
Presa de derivación en Prospect.

Además de las presas en el brazo principal del Rogue, en un momento u otro "varios cientos de presas se construyeron en los tributarios dentro de la zona de migración del salmón", la mayoría de las cuales suministraban agua para minería o riego. Antes de 1920, muchos de estos diques no tomaban en cuenta el paso de los peces; la presión del público así como los esfuerzos del propietario de una fábrica de conservas de la época, R. D. Hume, llevaron a la instalación de escaleras para peces en las presas más destructivas. En 2005, había alrededor de 80 represas no hidroeléctricas, en su mayoría pequeñas estructuras de irrigación, en la cuenca del Rogue.: 571  Además del lago Lost Creek en el brazo principal, los grandes embalses de la cuenca incluyen el lago Applegate, el lago Emigrant y el lago Fish.: 571 
La única barrera artificial en el brazo principal del Rogue río arriba del lago Lost Creek es una presa de derivación en Prospect, en el kilómetro 277. La presa de hormigón, de 15 m de altura y 117 m de ancho, embalsa el agua del Rogue y arroyos cercanos y la desvía a centrales eléctricas, que devuelven el agua al río aguas abajo. La compañía de energía eléctrica PacifiCorp opera este sistema, compuesto por las instalaciones hidroeléctricas llamadas The Prospect Nos. 1, 2 y 4. Construido en partes entre 1911 y 1944, incluye presas de derivación separadas en el río Middle Fork Rogue y el arroyo Red Blanket, y un sistema de transporte de agua de 14,89 km de largo formado por canales, cañerías y tuberías forzadas.

## Puentes

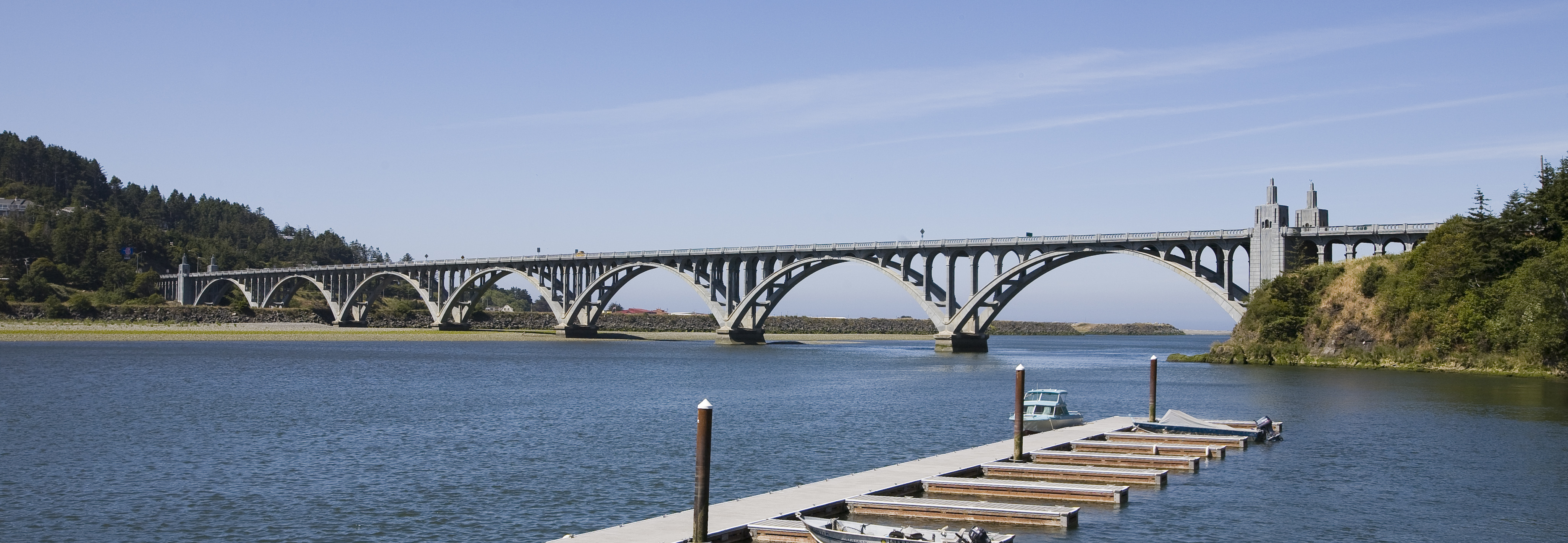
El curso inferior del río pasa bajo el puente Isaac Lee Patterson y la carretera federal 101 en Gold Beach.

Entre los muchos puentes que cruzan el río Rogue está el puente Isaac Lee Patterson, por el cual la carretera federal 101 cruza el río en Gold Beach. Diseñado por Conde B. McCullough y construido en 1931, es "uno de los puentes más notables en el Noroeste del Pacífico".: 106  Nombrado National Historic Civil Engineering Landmark [Monumento Histórico Nacional de Ingeniería Civil] en 1982 por la American Society of Civil Engineers [Sociedad Estadounidense de Ingenieros Civiles], la estructura de 579 m fue la primera en los EE. UU. en utilizar el método Freyssinet de control de tensión en puentes de hormigón. Presenta 7 arcos de albanegas abiertas de 70 m de ancho, 18 arcadas de acceso, y muchos elementos decorativos ornamentados, tales como torres de entrada en estilo art déco.: 106 
Varios puentes históricos cruzan el Rogue entre Gold Hill y Grants Pass. El puente Gold Hill, diseñado por McCullough y construido en 1927, es el único puente de bóvedas de cañón de albanegas abiertas en Oregón. Su arco principal mide 44 m de largo.: 103  También diseñado por McCullough fue el Puente Rock Point, por el que pasan sobre el río la carretera federal 99 y la ruta 234 de Oregón, cerca de la comunidad no incorporada de Rock Point. La estructura de 154 m tiene un solo arco. Construido en 1920 por $48 400, reemplazó un puente de madera en el mismo sitio.: 93  El puente se cerró en septiembre de 2009 por reparaciones de su cubierta y barandillas. Se espera que el proyecto cueste $3,9 millones.
El puente Caveman en Grants Pass es una estructura de hormigón de tres arcos que mide 170 m. Diseñado por McCullough y construido en 1931, reemplazó el puente Robertson. En la ciudad se lo conoce como “Caveman” [“hombre de las cavernas”] porque la Redwood Highway (carretera federal 199) que cruza el puente pasa cerca del Oregon Caves National Monument: 105  [“caves” significa “cavernas” en inglés], a unos 80 km al sur de Grants Pass.
Un poco río abajo de Grants Pass, el puente Robertson, construido alrededor de 1909, es un puente de armadura de acero de tres vanos; fue trasladado río abajo en 1929 para dar paso al puente Caveman. La ruta 260 de Oregón (Rogue River Loop Highway) cruza sobre el río por el puente Robertson, al oeste de la ciudad. El puente fue llamado así en honor de los pioneros que se asentaron en la zona en la década de 1870.: 270 

## Polución

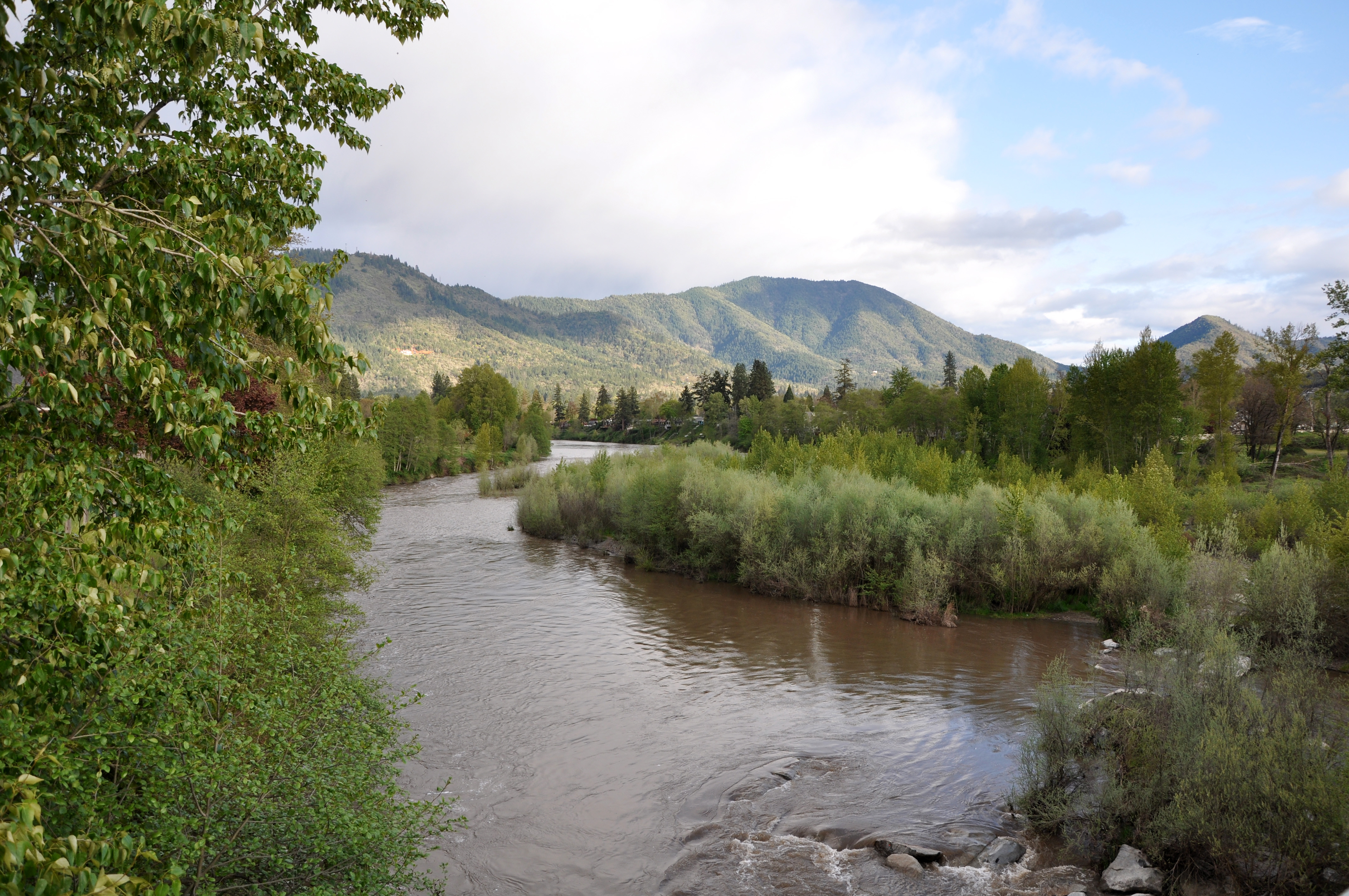
En abril el río tiene un aspecto turbio en Grants Pass, en el valle inferior del Rogue.

Para cumplir con la sección 303 (d) de la Clean Water Act, la EPA o sus delegados estatales deben elaborar una lista de las aguas superficiales en cada estado que no cumplen con los criterios aprobados de calidad del agua. Para cumplir con los criterios, el DEQ y otros han desarrollado límites para la Total Maximum Daily Load (TMDL) [Carga Diaria Total Máxima] de contaminantes que entran en arroyos y otras aguas superficiales.: I y II  La lista 303 (d) de Oregón de contaminantes para el periodo 2004-06 indicó que algunos tramos de las aguas superficiales en la cuenca del río Rogue no cumplían con los estándares para temperatura, bacterias, concentración de oxígeno disuelto, sedimentación, nivel de alcalinidad (pH), y malezas y algas.: section1, 9  Todos los tramos enumerados estaban en Oregón; ninguno en la parte de la cuenca que está en California fue catalogado como afectado en la lista 303 (d) de ese estado en 2008.: section1, 1 
La EPA aprobó límites de temperatura para tres afluentes del río Rogue: el arroyo Upper Sucker, en 1999; el arroyo Lower Sucker, en 2002; y el arroyo Lobster, en 2002.: 1–10, 1–11  Aprobó criterios biológicos y sobre temperatura y sedimentación para la cuenca del río Applegate en 2004; y límites de temperatura, sedimentación, bacterias coliformes fecales y bacterias Escherichia coli (E. coli) para la cuenca del arroyo Bear en 2007.: 1–10, 1–11  En 1992 se habían aprobado criterios sobre el nivel de acidez, malezas acuáticas y algas y concentración de oxígeno disuelto para la cuenca del arroyo Bear.: 1–10, 1–11  En diciembre de 2008, el DEQ elaboró dos criterios para la cuenca del río Rogue (excepto los tributarios con sus propios criterios): un límite de temperatura, con el objectivo de proteger el salmón y la trucha de las temperaturas elevadas del agua; y una regla sobre contaminación fecal, con la intención de proteger a las personas que utilizan aguas superficiales para recreación.: section 1, p. 2  [Los límites y criterios aquí citados se ajustan a la TMDL.]
El DEQ ha recolectado datos de calidad del agua en la cuenca del Rogue desde mediados de la década de 1980 y los ha utilizado para determinar su puntaje de acuerdo al Oregon Water Quality Index (OWQI). El propósito del índice es proporcionar una evaluación de la calidad del agua para usos recreativos en general; la puntuación según OWQI puede variar de 10 (el peor puntaje) a 100 (el ideal). De los ocho lugares en la cuenca del Rogue examinados durante los años hidrológicos 1997-2006, cinco fueron clasificados como “buenos”, uno como “excelente”, y dos (el arroyo Little Butte y el arroyo Bear, en la zona más poblada de la cuenca del Rogue) como “deficientes”.: 1–10, 1–11  En el río Rogue propiamente dicho, el puntaje varió de 92 en el kilómetro 222,7, declinando a 85 en el kilómetro 188,6, pero mejorando a 97 en el kilómetro 17,7.: 1–10, 1–11  En comparación, el puntaje OWQI promedio del río Willamette en el centro de Portland, la ciudad más grande del estado, fue 74 entre 1986 y 1995.

## Flora y fauna
La mayor parte de la cuenca del río Rogue está en la ecorregión montañas Klamath designada por la EPA, aunque parte de la cuenca alta está en la ecorregión de las Cascadas, y parte de la cuenca baja está en la ecorregión Coast Range [cordillera de la costa]. Los bosques templados de coníferas dominan gran parte de la cuenca.: 568–573  Se considera que partes de la cuenca superior, en las Cascadas Altas (High Cascades) y las Cascadas Occidentales (Western Cascades), «tienen muchos grupos de plantas y animales con una riqueza altísima de especies».: 569–570  Algunas especies comunes de árboles en los bosques a lo largo del curso superior del Rogue son el cedro de incienso de California, el abeto blanco y el abeto rojo.

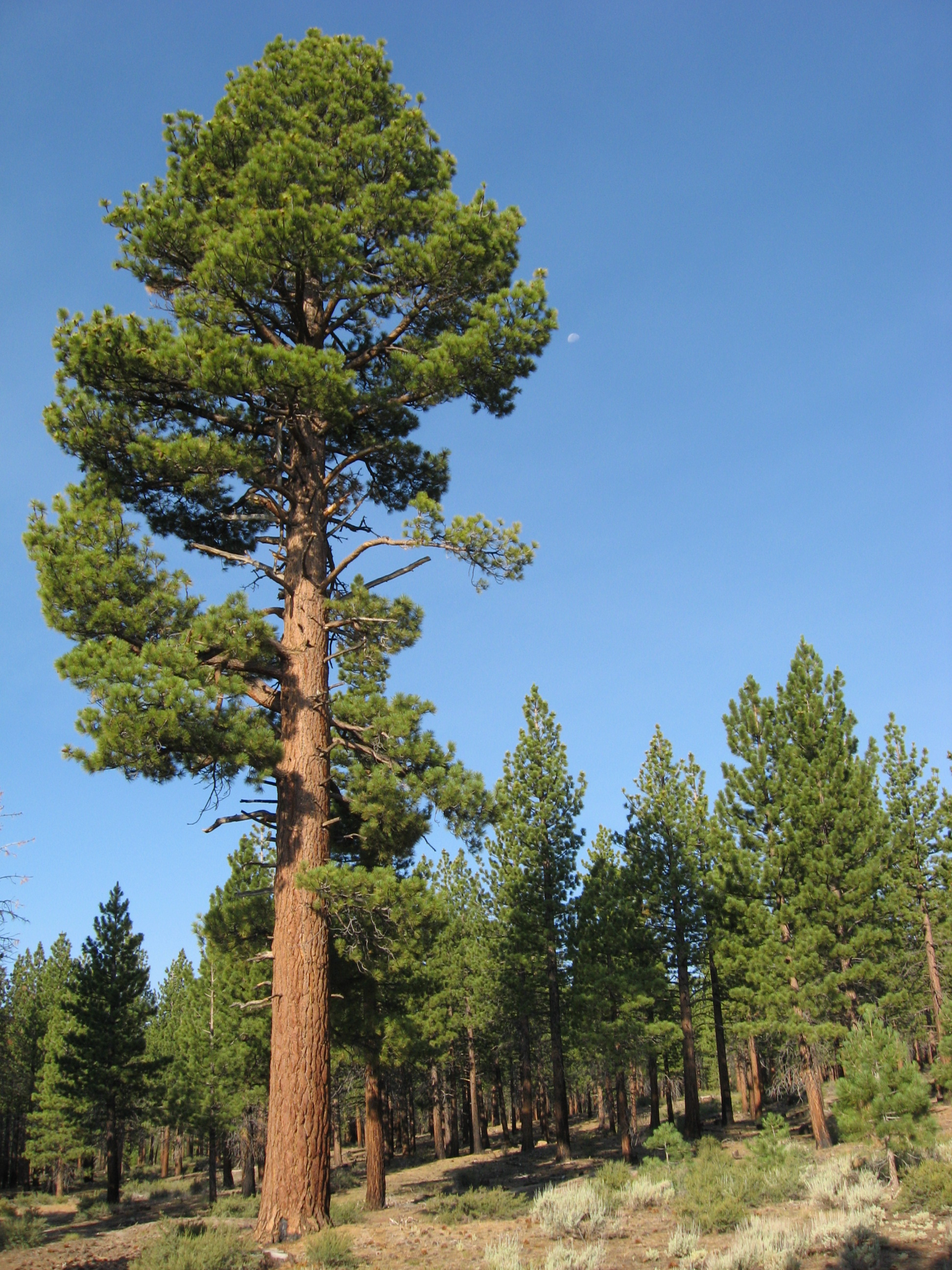
El pino de Jeffrey es una de las especies de árboles que prosperan en suelos de serpentina.

Río abajo, en algunas partes de la cuenca, crece una mezcla diversa de coníferas, árboles perennes de hoja ancha, y árboles y arbustos de hoja caduca. En las zonas más pobladas, huertas, tierras de cultivo y pastizales han reemplazado en gran medida la vegetación original, aunque remanentes de sabana de robles, vegetación de praderas y lagunas estacionales sobreviven en Table Rocks, al norte de Medford. Bosques de robles, sabanas, pinos ponderosa y abetos de Douglas prosperan en el piedemonte relativamente seco al este de Medford; áreas en las estribaciones del valle del río Illinois sustentan abetos de Douglas, madroño y cedro de incienso. Algunas partes de la cuenca del río Illinois tienen escasa vegetación, incluyendo pinos de Jeffrey, robles y arbustos del género ceanothus que crecen en suelos de serpentina. La región de Klamath-Siskiyou del norte de California y el suroeste de Oregón, incluyendo zonas del suroeste de la cuenca del Rogue, se encuentra entre los cuatro bosques templados de coníferas más diversos del mundo.: 569–570  Considerado uno de los centros mundiales de biodiversidad, contiene unas 3 500 especies diferentes de plantas.: 569–570  La región de Klamath-Siskiyou es una de las siete áreas de importancia botánica mundial en América del Norte según la International Union for Conservation of Nature (IUCN) [Unión Internacional para la Conservación de la Naturaleza], y se la ha propuesto como Patrimonio de la Humanidad y como Reserva de la Biosfera de la UNESCO.
El curso inferior del Rogue pasa a través de la Southern Oregon Coast Range [cordillera de la costa sur de Oregón], donde los bosques son de, entre otras especies, abeto de Douglas, tsuga del Pacífico, tanoak, “cedro” de Puerto Oxford y tuya gigante, y en elevaciones más bajas pícea de Sitka. Los bosques costeros que se extienden desde la Columbia Británica, en el norte, hasta Oregón (y el Rogue) en el sur son "unos de los más productivos en el mundo".: 569–570  La región de la costa, donde no ha sido alterada por el hombre, está llena de helechos, líquenes, musgos y hierbas, así como coníferas.: 569–570 
El río Rogue contiene "hábitat de salmónidos (salmones y truchas) de muy alta calidad y ofrece uno de los mejores lugares para pesca de salmónidos en el oeste. Sin embargo, la mayoría de las poblaciones de peces son menos abundantes de lo que eran históricamente...".: 572  Los salmónidos que se encuentran en el río Rogue aguas abajo del lago Lost Creek son salmón del Pacífico, salmón real de primavera y de otoño, y trucha arcoíris de verano y de invierno. Otras especies nativas de peces de agua dulce que se hallan en la cuenca son la trucha degollada, lamprea del Pacífico, esturión verde, esturión blanco, Klamath smallscale sucker, carpita pinta, prickly sculpin, y riffle sculpin. Las especies no nativas incluyen redside shiner, lubina, perca americana, black crappie, pez sol, pez gato, siluro marrón, perca amarilla, carpa, carpa dorada, sábalo americano, Umpqua pikeminnow, y especies de trucha.: 1–6, 1–7  El salmón del Pacífico en la cuenca pertenece a una Evolutionarily Significant Unit (ESU) [Unidad Evolutiva Significativa], que fue clasificada por el National Marine Fisheries Service [Servicio Nacional de Pesquerías Marinas] como una especie amenazada en 1997 y confirmada como tal en 2005.: 1–6, 1–7  El estado de Oregón declaró que el salmón real de primavera está potencialmente en peligro.: 1–6, 1–7 
Los árboles y arbustos que crecen en las zonas ribereñas del río Rogue incluyen el sauce, aliso rojo, aliso blanco, álamo negro y el fresno de Oregón.: 568–573  Algunas de las especies comunes de animales y aves que se pueden ver a lo largo del río son el oso negro americano, la nutria de río norteamericana, el ciervo de cola negra, el águila calva, el águila pescadora, la garza azulada, el mirlo acuático americano y el ganso del Canadá.

## Recreación

### Navegación de recreo

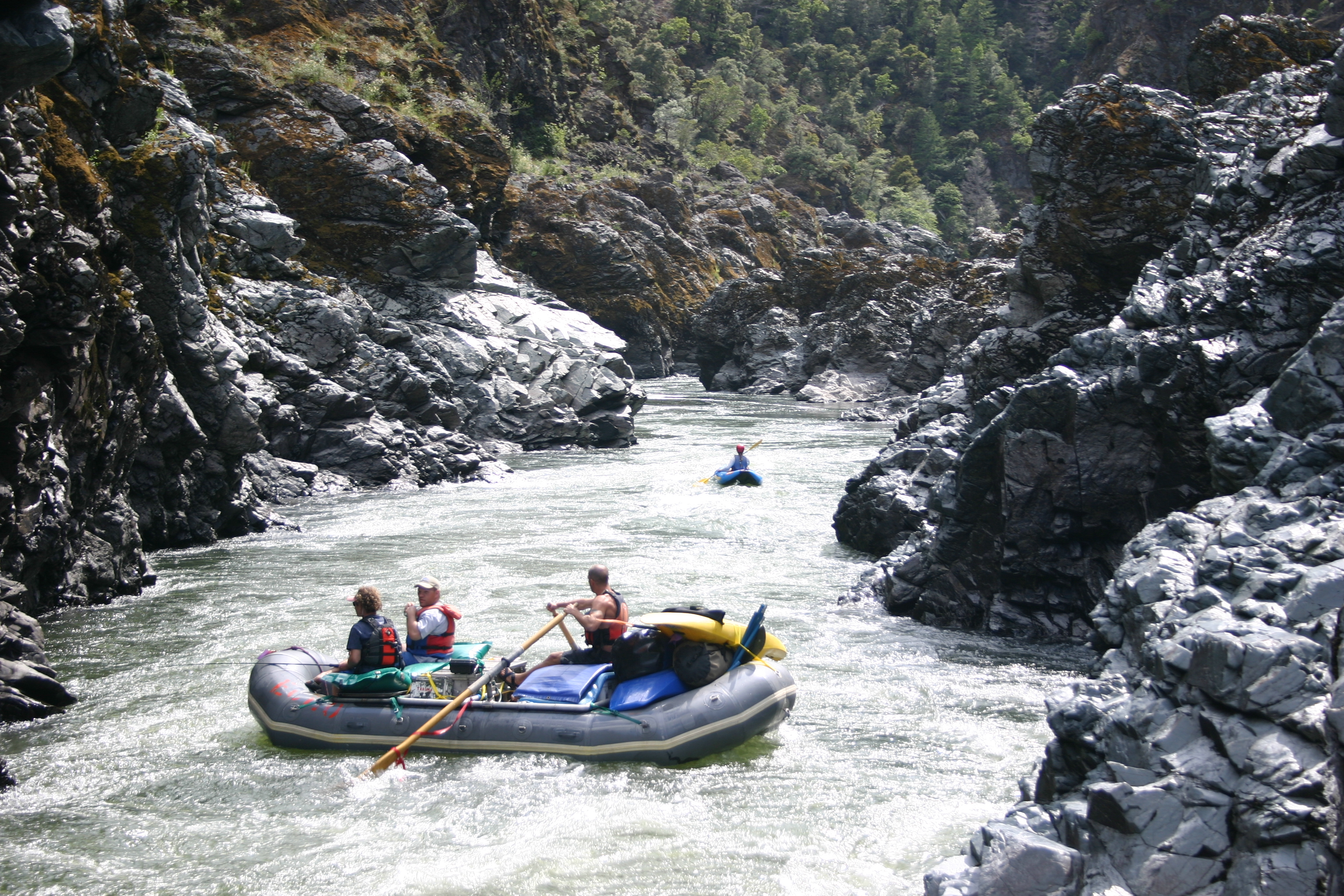
Descenso en balsa por los rápidos del cañón Mule Creek en el bajo Rogue.

Soggy Sneakers: A Paddler's Guide to Oregon's Rivers [Zapatillas deportivas mojadas - Guía de los ríos de Oregón para remeros] enumera varios rápidos de diferentes niveles de dificultad a lo largo del alto, medio y bajo Rogue y sus tributarios. La sección más larga, en el brazo principal del río, aguas abajo de Grants Pass, es «uno de los rápidos más conocidos en los Estados Unidos». Popular entre kayakistas y los que practican rafting, el tramo de 56 km consta de rápidos de clase 3+ separados por tramos más tranquilos y profundas pozas. Está clasificado en toda su longitud como Wild and Scenic River.
La sección clasificada como Wild del curso inferior del río Rogue fluye por 54,4 km, entre el arroyo Grave y el arroyo Watson. Para proteger el río del uso excesivo, como máximo 120 usuarios (comerciales y no comerciales) pueden descender este tramo por día. Para acceder a él, deben obtener un permiso de uso especial asignado a través de un proceso de selección al azar y recogerlo en el Smullin Visitor Center [Centro de Visitantes Smullin], unos 32 km al oeste de la Carretera Interestatal 5 en el camino Merlin-Galice, en la Rand Ranger Station [Estación de Guardabosques Rand], aguas abajo de Galice. Otras secciones del río están abiertas a lanchas de propulsión a chorro. Una compañía de Gold Beach ofrece paseos en lanchas de propulsión a chorro de hasta 167 km (ida y vuelta) en el curso inferior del río Rogue. Otra empresa ofrece excursiones en lanchas de propulsión a chorro en la sección Hellgate del río, aguas abajo de Grants Pass.: 105–06 

### Senderismo

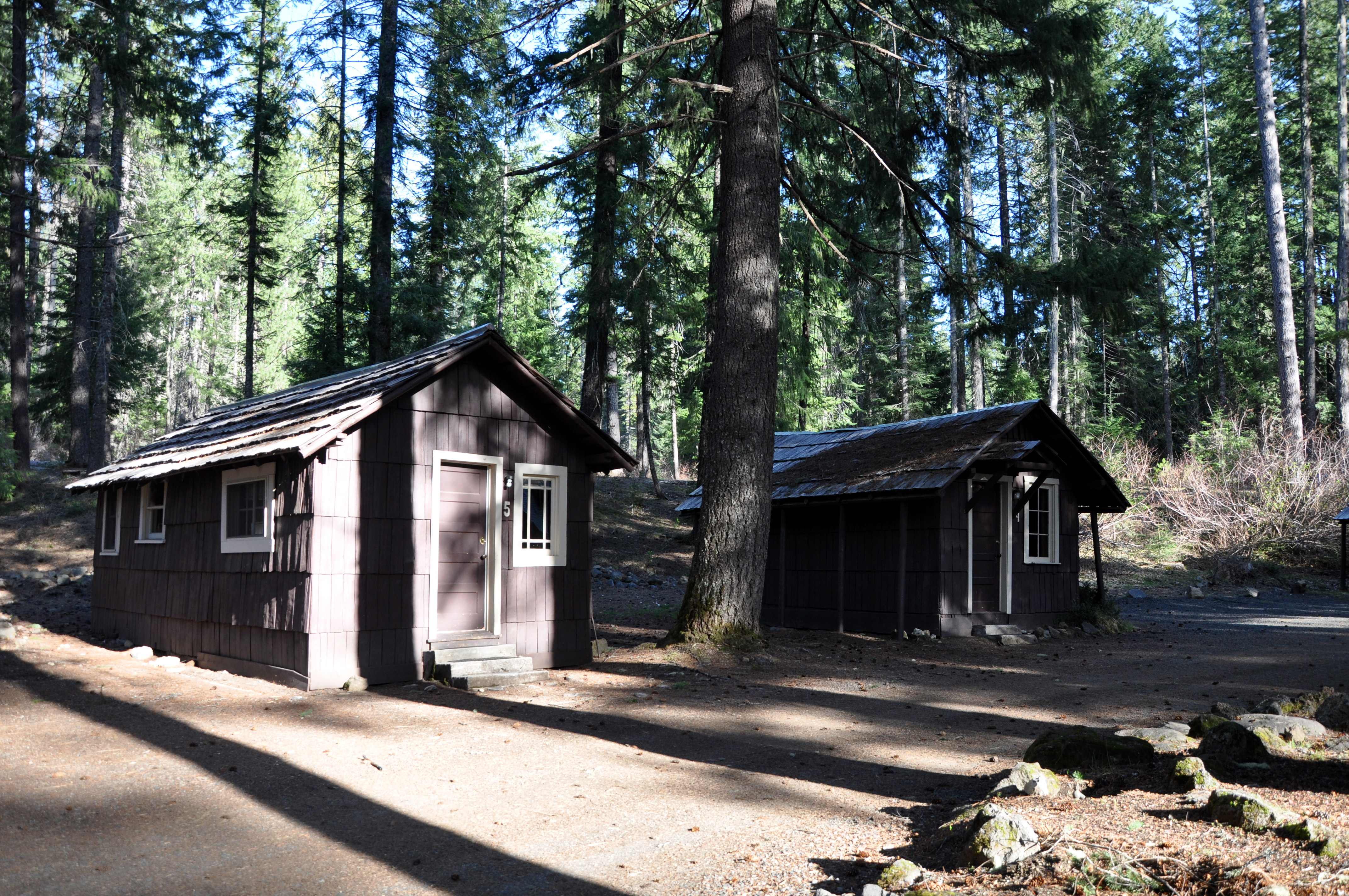
Cabañas de alquiler en el Union Creek Historic District junto al Upper Rogue Trail.

El Upper Rogue River Trail [Sendero del Alto Río Rogue], un National Recreation Trail [Sendero Recreativo Nacional], acompaña al río durante aproximadamente 64 km, desde su nacimiento en el extremo del parque nacional del Lago del Cráter hasta el límite del bosque nacional del Río Rogue [Rogue River National Forest] en la comunidad montañesa de Prospect. Algunos puntos destacados a lo largo del camino son un cañón que atraviesa piedra pómez depositada por la explosión del Monte Mazama hace unos 8 000 años; la garganta del Rogue, cubierta de lava negra; y Natural Bridge, donde el río fluye a través de un túnel de lava de 76 m. Entre Farewell Bend y Natural Bridge, el sendero pasa por el Union Creek Historic District [Distrito Histórico de Union Creek], un sitio que abarca un centro turístico con edificios de principios del siglo XX y una antigua estación de guardaparques incluida en el National Register of Historic Places [Registro Nacional de Lugares Históricos].
El Lower Rogue River Trail [Sendero del Bajo Río Rogue], un National Recreation Trail de 64 km, va paralelo al río desde Grave Creek hasta Illahe, en la Wild Rogue Wilderness [Área Silvestre Wild Rogue], 43 km al noroeste de Grants Pass. Esta área sin caminos a través de la cual pasa el sendero es administrada por el Siskiyou National Forest y la Bureau of Land Management (distrito de Medford), y cubre 580 km², incluyendo una porción 56 km² oficialmente designada como área silvestre federal. Los mochileron utilizan el camino para hacer caminatas de varios días, mientras que otros senderistas cubren trechos más cortos en un solo día. Dado que el sendero va paralelo al río, una tendencia que se ha popularizado entre los mochileros es hacer caminatas asistidas por balsa, en que el equipo es transportado en balsa mientras el senderista camina sin mochila hasta el campamento u otro alojamiento. Esta opción ha crecido en popularidad, especialmente entre los operadores turísticos comerciales que han ofrecido excursiones de senderismo desde hace años. Además de paisajes y vida silvestre, los viajes incluyen vistas de rápidos y "navegación frenética”; hospedaje en Illahe, Clay Hill Rapids, Paradise Creek y Marial; y la hacienda y museo Rogue River Ranch. Los excursionistas pueden tomar lanchas de propulsión a chorro desde Gold Beach hasta algunos de los albergues entre mayo y noviembre. El camino empalma con muchos senderos laterales más cortos, así como con el Illinois River Trail [Sendero del Río Illinois], de 43 km, al sur de Agness.

### Pesca
La pesca deportiva en el río Rogue varía mucho dependiendo de la zona. En muchos lugares, la pesca es buena en riberas y bancos de grava, y en gran parte del río también se pesca desde embarcaciones. Aguas arriba del lago Lost Creek, el brazo principal (a veces llamado North Fork) sustenta varios tipos de truchas. Entre el lago Lost Creek y Grants Pass existen importantes pesquerías de salmón real de primavera y de otoño, salmón del Pacífico de criaderos, trucha arcoíris de verano y de invierno, y de la gran trucha arcoíris que reside allí. El río entre Grants Pass y Grave Creek tiene productivas migraciones de trucha arcoíris de verano y de invierno y de salmón real, así como buenos lugares para pescar truchas. En el tramo que va del arroyo Grave a Foster Bar, donde todo el curso excepto los 24 km más bajos está cerrado a lanchas de propulsión a chorro, se pesca con caña trucha arcoíris de verano y de invierno, salmón real de primavera y de otoño, y salmón del Pacífico. Cerca de Agness se puede capturar gran cantidad de truchas arcoíris inmaduras conocidas como "medias libras", que en agosto regresan al río en grandes cardúmenes. El curso inferior del río tiene salmón real de primavera y de otoño así como perca amarilla, bacalao largo, y cangrejo cerca del océano.

### Parques

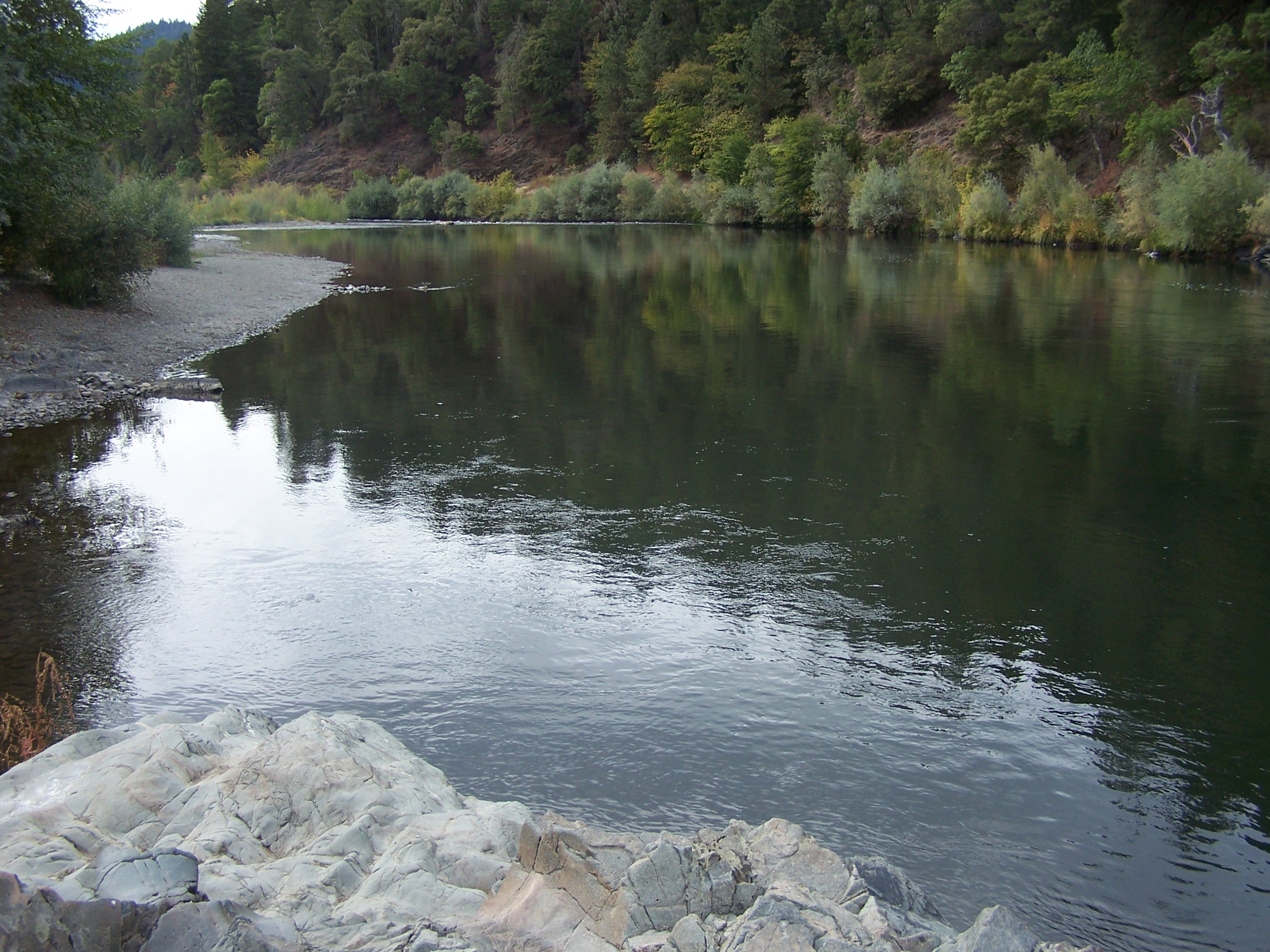
El río Rogue cerca del parque Indian Mary, en el condado de Josephine.

Entre los parques a lo largo del río Rogue, que nace en la esquina noroeste del parque nacional del Lago del Cráter, se cuenta el Prospect State Scenic Viewpoint [Mirador Estatal Prospect], una zona boscosa 1,6 km al sur de Prospect con un sendero que conduce a las cascadas y al río Rogue. La Joseph H. Stewart State Recreation Area [Área Estatal de Recreación Joseph H. Stewart] tiene campamentos con vista al lago Lost Creek. El Casey State Recreation Site [Sitio Estatal de Recreación Casey] ofrece navegación de recreo, pesca y áreas para pícnic junto al río, 47 km al noreste de Medford. El TouVelle State Recreation Site [Sitio Estatal de Recreación TouVelle] es un parque de uso diurno a orillas del río, al pie de Table Rocks y adyacente a la Denman Wildlife Area [Área Silvestre Denman], unos 14 km al norte de Medford. El parque estatal Valley of the Rogue (Valley of the Rogue State Park), 19 km al este de Grants Pass, está ubicado a unos 4,8 km de la ribera.
Entre Grants Pass y la Hellgate Recreation Area [Área de Recreación Hellgate], el condado de Josephine administra dos parques junto al río, Tom Pearce y Schroeder. Hellgate, de 43 km de longitud, comienza en la confluencia de los ríos Rogue y Applegate, unos 11 km al oeste de Grants Pass. Este tramo del Rogue, con rápidos de clase I y II, 11 puntos de acceso para embarcaciones, 4 parques y campamentos administrados por el condado de Josephine, termina en el arroyo Grave, donde comienza la Wild Rogue Wilderness. El parque Indian Mary (Indian Mary Park), que es parte del sistema de parques del condado de Josephine, tiene sitios para carpas, yurtas y caravanas (casas rodantes) en 25 hectáreas junto al camino Merlin-Galice, en Merlin. Los otros tres parques del condado de Josephine en la Hellgate Recreation Area son Whitehorse, frente a la desembocadura del río Applegate; Griffin, ligeramente aguas abajo de Whitehorse; y Almeda, río abajo de Indian Mary.

Panorama del río Rogue, lagunas cercanas y alrededores campestres vistos desde Lower Table Rock, en el condado de Jackson. La vista es de noreste a suroeste.

## Obras citadas
- Bannan, Jan. (2002) [1993]. Oregon State Parks, second edition. Seattle, Washington: The Mountaineers Books. ISBN 0-89886-794-0.
- Benke, Arthur C., ed., and Cushing, Colbert E., ed.; Carter, James L.; Resh, Vincent H. (2005). "Chapter 12: Pacific Coast Rivers of the Coterminous United States" in Rivers of North America. Burlington, Massachusetts: Elsevier Academic Press. ISBN 0-12-088253-1.
- Bishop, Ellen Morris (2003). In Search of Ancient Oregon: A Geological and Natural History. Portland, Oregon: Timber Press. ISBN 978-0-88192-789-4
- Crown, Julia; Meyers, Bill; Tugaw, Heather, and Turner, Daniel (December 2008). "Rogue River Basin TMDL: Chapter 1 and Executive Summary". Salem, Oregon: Oregon Department of Environmental Quality. Consultado el 8 de abril de 2010.
- Dodds, Gordon B. (1959). The Salmon King of Oregon: R.D. Hume and the Pacific Fisheries. Chapel Hill: The University of North Carolina Press. OCLC 469312613
- Dorband, Roger (2006). The Rogue: Portrait of a River. Portland, Oregon: Raven Studios. ISBN 0-9728609-3-2.
- Douthit, Nathan (2002). Uncertain Encounters: Indians and Whites at Peace and War in Southern Oregon. Corvallis, Oregon: Oregon State University Press. ISBN 0-87071-549-6.
- Giordano, Pete (2004). Soggy Sneakers: A Paddler's Guide to Oregon's Rivers, fourth edition. Seattle: The Mountaineers Books. ISBN 978-0-89886-815-9.
- Johnson, Daniel M., et al. 1985. Atlas of Oregon Lakes. Corvallis, Oregon: Oregon State University Press. ISBN 0-87071-343-4.
- Lichatowich, James A. (1999). Salmon Without Rivers: A History of the Pacific Salmon Crisis. Washington, D.C.: Island Press. ISBN 1-55963-361-1.
- Loy, William G., ed.; Allan, Stuart; Buckley, Aileen R.; Meacham, James E. (2001) [1976]. Atlas of Oregon, second edition. Eugene, Oregon: University of Oregon Press. ISBN 0-87114-101-9.
- McArthur, Lewis A., and McArthur, Lewis L. (2003) [1928] Oregon Geographic Names, seventh edition. Portland: Oregon Historical Society Press. ISBN 0-87595-277-1.
- Meier, Gary and Gloria (1995). Whitewater Mailmen: The Story of the Rogue River Mail Boats. Bend, Oregon: Maverick Publications. ISBN 0-89288-216-6.
- Orr, Elizabeth L., and Orr, William N. (1999). Geology of Oregon, fifth edition. Dubuque, Iowa: Kendall/Hunt Publishing Company. ISBN 0-7872-6608-6.
- Schwartz, E.A. (1997). The Rogue River Indian War and Its Aftermath, 1850–1980. Norman, Oklahoma: University of Oklahoma Press. ISBN 0-8061-2906-9.
- Sheehan, Madelynne Diness (2005). Fishing in Oregon: The Complete Oregon Fishing Guide, 10th edition. Scappoose, Oregon: Flying Pencil Publications. ISBN 0-916473-15-5.
- Smith, Dwight A.; Norman, James B., and Dykman, Pieter T. Historic Highway Bridges of Oregon, second edition. (1989) [1986]. Portland, Oregon: Oregon Historical Society Press. ISBN 0-87595-205-4.
- Sullivan, William L. (2002). Exploring Oregon's Wild Areas, third edition. Seattle: The Mountaineers Press. ISBN 0-89886-793-2.
- Taylor, Joseph E. III. (1999). Making Salmon: An Environmental History of the Northwest Fisheries Crisis. Seattle: University of Washington Press. ISBN 0-295-98114-8.